# A Debreceni VSC (kézilabda) 2016–2017-es szezonja
Ez a szócikk a Debreceni VSC női kézilabda szakosztályának 2016–2017-es szezonjáról szól.
Az K&H Liga és a Magyar kupa küzdelmei mellett a csapat az előző szezonban elért 4. helyezésének köszönhetően elindulhatott a 2016–2017-es EHF-kupában is.

## Csapat
A 2016–2017-es szezon játékoskerete:
A félkövérrel jelölt játékosok felnőtt válogatottsággal rendelkeznek
| Kapusok - 12 Horváth-Pásztor Bettina - 74 Lajtos Nóra Beállók - 0 Bordás Réka - 71 Bobana Klikovac - 25 Sirián Alexa Szederke - 13 Tóvizi Petra Irányítók - 0 Szabó Panna Balszélsők - 05 Borbély Márta - 17 Kelemen Éva - 07 Tóth Melinda Balátlövők - 80 Jelena Despetovics - 24 Siska Pálma | Irányító, átlövők - 36 Marija Garbuz - 11 Kiss Orsolya - 74 Marincsák Nikolett - 0 Pénzes Laura Jobbátlövők - 11 Halmai Pálma - 73 Karina Jozsikava - 10 Anna Punyko Jobbszélsők - 08 Csáki Viktória - 06 Varsányi Nóra |

### Szakmai stáb
| Beosztás         | Név            |
| ---------------- | -------------- |
| Szakmai igazgató | Köstner Vilmos |
| Vezetőedző       | Tone Tiselj    |
| Edző             | Boros Ferenc   |

## K&H Liga
Győzelem
      Döntetlen
      Vereség
| Forduló  | Hazai           | Eredmény | Vendég         |
| -------- | --------------- | -------- | -------------- |
| 1. ford. | DVSC–TVP        | 31 – 19  | Békéscsaba     |
| 2. ford. | Budaörs         | 21 – 30  | DVSC–TVP       |
| 3. ford. | DVSC–TVP        | 18 – 28  | Győr           |
| 4. ford. | Kispest         | 24 – 43  | DVSC–TVP       |
| 5. ford. | DVSC–TVP        | 22 – 22  | Érd            |
| 6. ford. | Mosonmagyaróvár | 25 – 24  | DVSC–TVP       |
| 7. ford. | DVSC–TVP        | 30 – 27  | Székesfehérvár |
| 8. ford. | Siófok          | 28 – 28  | DVSC–TVP       |

| Forduló     | Hazai      | Eredmény | Vendég      |
| ----------- | ---------- | -------- | ----------- |
| 9. forduló  | Vác        | 28 – 28  | DVSC–TVP    |
| 10. forduló | Kisvárda   | 26 – 29  | DVSC–TVP    |
| 11. forduló | DVSC–TVP   | 17 – 26  | FTC         |
| 12. forduló | DVSC–TVP   | 30 – 29  | Dunaújváros |
| 13. forduló | MTK        | 25 – 19  | DVSC–TVP    |
| 14. forduló | Békéscsaba | 22 – 21  | DVSC–TVP    |
| 15. forduló | DVSC–TVP   | 33 – 29  | Budaörs     |
| 16. forduló | Győr       | 32 – 23  | DVSC–TVP    |

| Forduló     | Hazai          | Eredmény | Vendég          |
| ----------- | -------------- | -------- | --------------- |
| 17. forduló | DVSC–TVP       | 41 – 22  | Kispest         |
| 18. forduló | Érd            | 23 – 19  | DVSC–TVP        |
| 19. forduló | DVSC–TVP       | 20 – 23  | Mosonmagyaróvár |
| 20. forduló | Székesfehérvár | 29 – 23  | DVSC–TVP        |
| 21. forduló | DVSC–TVP       | 32 – 32  | Siófok          |
| 22. forduló | DVSC–TVP       | 27 – 29  | Vác             |
| 23. forduló | DVSC–TVP       | 24 – 20  | Kisvárda        |
| 24. forduló | FTC            | 33 – 20  | DVSC–TVP        |
| 25. forduló | Dunaújváros    | 29 – 26  | DVSC–TVP        |
| 26. forduló | DVSC–TVP       | 26 – 24  | MTK             |

### Őszi szezon
| 1. forduló 2016. szeptember 16., péntek 18:00 (tv: M4 Sport) | DVSC–TVP                                                                         | 31 – 19     | EUbility Group Békéscsaba | Hódos Imre sportcsarnok, Debrecen Nézőszám: 1 800 Játékvezetők: Horváth Péter és Marton Balázs |
| 1. forduló 2016. szeptember 16., péntek 18:00 (tv: M4 Sport) | Jezsikava 5 (3), Kelemen 5, Klikovacs 5, Deszpotovics 3, Tóth 3, Marincsák 2 (2) | (16 – 9)    | Vukajlovics 7, Glusica 5  | Hódos Imre sportcsarnok, Debrecen Nézőszám: 1 800 Játékvezetők: Horváth Péter és Marton Balázs |
| 1. forduló 2016. szeptember 16., péntek 18:00 (tv: M4 Sport) | 1× 3×                                                                            | Jegyzőkönyv | 2× 3×                     | Hódos Imre sportcsarnok, Debrecen Nézőszám: 1 800 Játékvezetők: Horváth Péter és Marton Balázs |
| 1. forduló 2016. szeptember 16., péntek 18:00 (tv: M4 Sport) | Büntetőpárbaj:                                                                   |             |                           | Hódos Imre sportcsarnok, Debrecen Nézőszám: 1 800 Játékvezetők: Horváth Péter és Marton Balázs |
| 1. forduló 2016. szeptember 16., péntek 18:00 (tv: M4 Sport) | 4/3 ill. 5/4                                                                     |             |                           | Hódos Imre sportcsarnok, Debrecen Nézőszám: 1 800 Játékvezetők: Horváth Péter és Marton Balázs |

- DVSC: HORVÁTH-PÁSZTOR – Varsányi 3, B. KLIKOVAC 5, Punko 2, JEZSIKAVA 5 (3) Garbuz 1, KELEMEN 5 — Csere: LAJTOS (kapus), DESZPOTOVICS 3, Sirián, Marincsák 2 (2), TÓTH M. 3, Csáki 2

Gyászszünettel kezdődött a szezon, a Loki egykori bajnokcsapatának klasszisa, a napokban elhunyt Nagy Zsuzsa emlékére. A csabaiak szereztek vezetést és idény első Loki-gólját Jezsikava lőtte, majd Klikovac dupla jelentette az első debreceni vezetést, Horváth-Pásztor Betti pedig egy hetes védésével tette le a névjegyét, de meccs első 10 perce szoros maradt (6–5), mert Glusica meccsben tartotta a vendégeket. Az első negyedóra kétgólos Loki vezetést hozott (8–6), majd Klikovac már negyedik gólját szerezte, aztán ellépett a Debrecen (11–7), sőt Deszpotovics találata már hétgólos vezetést hozott (14–7). A félidő végére is maradt a hazai fölény, mert Horváth-Pásztor remekül védett, a szünetre 16:9-es Loki vezetést mutatott az eredményjelző. A folytatásban kilencgólosra nőtt a Loki-előny, Varsányi Nóri már a huszadik debreceni találatot lőtte (20–11). A csabaiaknál csak Glusica meg Vukajlovics nőtt fel a feladathoz, ennek is köszönhetően Deszpotovics ágyúzása után tízet számolhatott a hazai közönség a vendégekre (23–13). Tóth Melinda is gólokkal mutatkozott be, mindjárt hárommal (26–14). A tíz feletti különbség állandósodott és Csáki Viki meglőtte „hazatérő” gólját, Marincsák pedig a harmincadik hazai gólt lőtte (30–18), sőt, Csáki a saját kilenceséről is betalált. A vége 31–19 lett, tehát a Loki önbizalom növelő, nagy győzelemmel mutatkozott be.
Az eredmény alakulása: 5. perc: 1–4, 11. p.: 6–5, 22. p.: 10–13, 38. p.: 13–21, 48. p.: 20–25, 53. p.: 20–29
Tisztelem Skaliczki László munkásságát és tudom, hogy a nulláról kezdett csapatépítésbe. Jól rajtoltunk, s ami a legfontosabb, kiszolgáltuk közönségünket, hiszen ilyen szurkolótábor előtt nem lehet rosszul kézilabdázni.
Nagyon jól játszott a DVSC, sajnos csak tíz percig tudtuk tartani a lépést ellenfelünkkel. A hazaiak sokat ütköztek, s ez felőrölte fiatal csapatomat. Túl vagyunk a bemutatkozáson, megyünk tovább előre, hogy jövőre is játszhassunk ebben a csodálatos hangulatban.
| Csapat     | Gól | Lövés hatékonyság | Védés hatékonyság | Eladott labdák | Büntető (ebből értékesített) | Kiállítás (perc) |
| ---------- | --- | ----------------- | ----------------- | -------------- | ---------------------------- | ---------------- |
| Debrecen   | 31  | 63%               | 47%               | 10             | 4 (3)                        | 2                |
| Békéscsaba | 19  | 43%               | 24%               | 17             | 5 (4)                        | 4                |

| 2. forduló 2016. szeptember 23., péntek 18:00 | Budaörs Handball | 21 – 30     | DVSC–TVP | Városi uszoda és sportcsarnok (Budaörs), Budaörs Nézőszám: 700 Játékvezetők: Felhő Ferenc és Öcsi Tamás |
| 2. forduló 2016. szeptember 23., péntek 18:00 | (11 – 18)        |             |          | Városi uszoda és sportcsarnok (Budaörs), Budaörs Nézőszám: 700 Játékvezetők: Felhő Ferenc és Öcsi Tamás |
| 2. forduló 2016. szeptember 23., péntek 18:00 | 0× 2×            | Jegyzőkönyv | 3× 3×    | Városi uszoda és sportcsarnok (Budaörs), Budaörs Nézőszám: 700 Játékvezetők: Felhő Ferenc és Öcsi Tamás |
| 2. forduló 2016. szeptember 23., péntek 18:00 | Büntetőpárbaj:   |             |          | Városi uszoda és sportcsarnok (Budaörs), Budaörs Nézőszám: 700 Játékvezetők: Felhő Ferenc és Öcsi Tamás |
| 2. forduló 2016. szeptember 23., péntek 18:00 | 4/3 ill. 2/2     |             |          | Városi uszoda és sportcsarnok (Budaörs), Budaörs Nézőszám: 700 Játékvezetők: Felhő Ferenc és Öcsi Tamás |

- DVSC: LAJTOS – VARSÁNYI 6, Punyko 4, GARBUZ 5, Klikovac 2, JEZSIKAVA 6, Kelemen 3 — Csere: Deszpotovics, Marincsák 2 (1), Sirián 1, Tóth M., Siska 1 (1), Csáki

Az eredmény alakulása: 5. perc: 1–4, 11. p.: 6–5, 22. p.: 10–13, 38. p.: 13–21, 48. p.: 20–25, 53. p.: 20–29
| 3. forduló 2016. szeptember 28., szerda 18:00 | DVSC–TVP       | 18 – 28     | Győri Audi ETO KC | Főnix Csarnok, Debrecen Nézőszám: 5 500 Játékvezetők: Bacs József és Bóna Szabolcs |
| 3. forduló 2016. szeptember 28., szerda 18:00 | (8 – 14)       |             |                   | Főnix Csarnok, Debrecen Nézőszám: 5 500 Játékvezetők: Bacs József és Bóna Szabolcs |
| 3. forduló 2016. szeptember 28., szerda 18:00 | 3× 3×          | Jegyzőkönyv | 3× 3×             | Főnix Csarnok, Debrecen Nézőszám: 5 500 Játékvezetők: Bacs József és Bóna Szabolcs |
| 3. forduló 2016. szeptember 28., szerda 18:00 | Büntetőpárbaj: |             |                   | Főnix Csarnok, Debrecen Nézőszám: 5 500 Játékvezetők: Bacs József és Bóna Szabolcs |
| 3. forduló 2016. szeptember 28., szerda 18:00 | 4/4 ill. 4/4   |             |                   | Főnix Csarnok, Debrecen Nézőszám: 5 500 Játékvezetők: Bacs József és Bóna Szabolcs |

- DVSC: LAJTOS – Varsányi 1, PUNYKO 4, Garbuz, B. Klikovac 1, JEZSIKAVA 7, Kelemen 1 — Csere: HORVÁTH-PÁSZTOR (kapus), Marincsák, SISKA 4 (4), Deszpotovics, Sirián, Tóth M., Csáki

Szinte teljesen megtelt a Főnix Csarnok a kezdésig, valóságos hangorkánban indíthatta útjára a labdát a hazai csapat. Nora Mörk második percben értékesített hétméteresével indult a gólgyártás, melyre Anna Punko válaszolt szinte azonnal. A folytatásban elsősorban a védekezés dominált, nagyon nehéz volt tiszta lövésig eljutni, így egyik fél sem tudott meglépni ellenfelétől. Hiába szerzett újra vezetést a Győr, Siska Pálma kapufára ejtett büntetőjét Kiss Éva csatárokat megszégyenítő módon lőtte sípcsontjával a saját kapujába (2–2). Emberelőnyben sem ment a zöld-fehér együttesnek, a játékrész feléhez közeledve még mindig csak 3–3-at mutatott az eredményjelző. Nora Mörk újabb gólja után két könnyűnek látszó gyorsindítást is elpuskázott a DVSC, de Ambros Martinnak sem tetszett amit látott, hiszen 3–4-nél ki is használta az időkérését. A címvédő szép lassan kezdett magára találni, Heidi Löke beállóból szerzett gólja után már a debreceni szakmai stáb hívta magához övéit (5–8). Elképesztően jól zárt a győri védelem, a vendégek klasszisai pedig meg-megvillantak támadásban, így a 23. percben már hat volt közte. Hosszú gólcsendet Siska büntetője törte meg (6–11), a vendégek viszont okosan rotálva a játékosokat szépen tartották előnyüket, sőt Amorim átlövésével még növelni is tudták a nagyszünetig. Hogy a Lokié legyen a félidő utolsó momentuma, arról Karina Jezsikava gondoskodott, aki az utolsó másodpercben káprázatos gólt lőtt (8–14). A térfélcsere után sem változott a játék képe, az agresszív győri védekezés ellen nagyon nehéz dolga volt Varsányi Nóráéknak, a labdaeladásokat pedig könyörtelenül kihasználták Ambros Martin tanítványai. Amorim góljával először volt közte nyolc (12–20), majd egy újabb vendég kontra után hazai időkérés következett. A debreceni szurkolók nagyon kitettek magukért, tetemes hátrányban is rendületlenül buzdították övéiket. Jezsikava a mai napon is gólerősnek bizonyult, találatával újra tízen belülre került a Loki (13–22). A folytatásban kissé leült a mérkőzés, ami leginkább a Bajnokok Ligája döntősének kedvezett. Az utolsó percekre már csak a differencia maradt kérdéses, a jól küzdő DVSC csodálatos közönségétől hajtva végül 18–28-as vereséget szenvedett.
Az eredmény alakulása: 11. perc: 3–3, 17. p.: 4–6, 27. p.: 6–12, 36. p.:9–16, 43. p.: 12–22, 56. p.: 15–25
Lenyűgözött a hangulat, itt vannak talán az ország legjobb szurkolói. Harcias, jó mérkőzést játszottunk, melyen szépen helyt tudott állni a csapatom. Támadásban voltak hibáink a mérkőzés vége felé, melyet igyekszünk javítani a jövőben.
Nagyot harcolva nyertünk ma meg egy nehéz mérkőzést, melyen mind a két csapat jól védekezett, és a kiváló debreceni hangulat sem segítette a munkánkat, de jó érzés volt ilyen szurkolótáborok előtt játszani.
| 4. forduló 2016. október 1., szombat 18:00 | Elios Kispest NKK | 24 – 43     | DVSC–TVP | Soroksári sportcsarnok, Budapest XXIII. Nézőszám: 300 Játékvezetők: Nagy Ferenc és Turóczy József |
| 4. forduló 2016. október 1., szombat 18:00 | (11 – 22)         |             |          | Soroksári sportcsarnok, Budapest XXIII. Nézőszám: 300 Játékvezetők: Nagy Ferenc és Turóczy József |
| 4. forduló 2016. október 1., szombat 18:00 | 8× 3×             | Jegyzőkönyv | 7× 3×    | Soroksári sportcsarnok, Budapest XXIII. Nézőszám: 300 Játékvezetők: Nagy Ferenc és Turóczy József |
| 4. forduló 2016. október 1., szombat 18:00 | Büntetőpárbaj:    |             |          | Soroksári sportcsarnok, Budapest XXIII. Nézőszám: 300 Játékvezetők: Nagy Ferenc és Turóczy József |
| 4. forduló 2016. október 1., szombat 18:00 | 3/3, ill. 1/1     |             |          | Soroksári sportcsarnok, Budapest XXIII. Nézőszám: 300 Játékvezetők: Nagy Ferenc és Turóczy József |

- DVSC: HORVÁTH-PÁSZTOR – VARSÁNYI 4 Sirián 2, Punyko 3, Garbuz 2, Jezsikava 4, KELEMEN 7 — Csere: Despotovics, MARINCSÁK 4, TÓTH M. 4, Siska 3 (1), Csáki 4, B. KLIKOVAC 6

Varsányi Nóra két gólja volt a nyitány a Loki számára, egy hetes volt a hazaiak válasza erre. Jól védekezett és kontrázott a Debrecen, Sirián gólja 2–5-ös vezetést eredményezett, Garbuzé pedig 4–8-at. Punko hátrányból is betalált, a debreceniek uralták a játékot, négy és öt gól között ingadozott a különbség. Sorozatos kiállítások jöttek ezután, volt, hogy négy-négy ellen zajlott a játék. Horváth-Pásztor Betti is hozzátette a magáét a kapuban a Loki vezetéséhez. Folyamatosan elhúztak a játékot nagyon felpörgető debreceniek és még az első félidőben meglett a „közte tíz” (11–21). A csereként bejött Klikovac is remekelt, a szünetre 11–22-tőt mutatott az eredményjelző. A folytatásban Kelemen Éva – a Loki kapusával együtt a meccs legjobbja – csodás cunderrel színesítette a játékot, Siska Pálma találata után már 12 volt a különbség (14–26), ám az eltökélten küzdő hazaiak visszajöttek tízre. Aztán Csáki is beköszönt a szélről, és a különbség megint nőni kezdett (17–30). A második félidő közepén csökkent a Loki koncentrációja, több ziccer is kimaradt sorozatban, ám így is 14 gól volt a különbség. De a végét megint meghúzták a debreceniek, jött a végső KO (22–39), Klikovac pedig negyvenediket is megszerezte.
Az eredmény alakulása: 8. perc: 2–5, 10. p.: 4–5, 15. p.: 6–11, 25. p.: 10–16, 29. p.: 11–21, 40. p.: 17–28, 51. p.: 20–34
Amíg bírtuk erőnléttel, tudtuk tartani a lépést, de ez egyelőre húsz percig elég.
Tartottunk a mérkőzéstől, mert szerdán a Győr ellen játszottunk, s tudtuk, hogy a Kispest modern kézilabdát játszik. Játékosaim jól reagáltak erre, így elégedett vagyok. Amíg ellenfelünk erővel bírta, jól játszott, utána kidomborodott a fizikai fölényünk, s hogy nekünk több minőségi játékosunk van.
| 5. forduló 2016. október 12., szerda 20:30 | DVSC–TVP       | 22 – 22     | Érd NK | Hódos Imre sportcsarnok, Debrecen Nézőszám: 1 800 Játékvezetők: Herczeg és Südi |
| 5. forduló 2016. október 12., szerda 20:30 | (13 – 13)      |             |        | Hódos Imre sportcsarnok, Debrecen Nézőszám: 1 800 Játékvezetők: Herczeg és Südi |
| 5. forduló 2016. október 12., szerda 20:30 | 3× 3×          | Jegyzőkönyv | 0× 3×  | Hódos Imre sportcsarnok, Debrecen Nézőszám: 1 800 Játékvezetők: Herczeg és Südi |
| 5. forduló 2016. október 12., szerda 20:30 | Büntetőpárbaj: |             |        | Hódos Imre sportcsarnok, Debrecen Nézőszám: 1 800 Játékvezetők: Herczeg és Südi |
| 5. forduló 2016. október 12., szerda 20:30 | 7/5, ill. 3/3  |             |        | Hódos Imre sportcsarnok, Debrecen Nézőszám: 1 800 Játékvezetők: Herczeg és Südi |

- DVSC: HORVÁTH-PÁSZTOR – VARSÁNYI 4, Punyko 3, Garbuz 2, Sirián, JEZSIKAVA 6, Kelemen 1 — Csere: Lajtos (kapus), Deszpotovics, MARINCSÁK 1, CSÁKI 3 (3), Siska 2 (2), Tóth M.

Rangadóhoz méltó hangulat fogadta a csapatokat, s a hölgyeken is látszott a tét okozta nyomás, mindkét oldalon rengeteg volt a hiba. Volt lehetősége a Debrecennek is, hogy meglépjen, de elhúzhatott volna az Érd is, a kritikus pillanatokban azonban mindig összekapta magát a leszakadó félben levő csapat. A hazaiak kapusa, Horváth-Pásztor Bettina parádés védései, Karina Jezsikava és Varsányi Nóri góljai lendídették előre a DVSC-t, de a fegyelmezett védekezésre sem lehetett panasz. A végjátékban megszerezhette volna mindkét pontot a hazai együttes, de a legutóbbi négy évben bronzérmes, legutóbb a Fradit legyőző Érd ellen szerzett egy pont többet ér egy pontnál.
Az eredménnyel elégedett vagyok, a csapat játékával nem. Néhány játékosunk túlgondolta a meccset, túlságosan a pontokon járt az eszük. A küzdőszellemmel elégedett vagyok, s nem szabad elfelejteni, hogy rutinos, világversenyeket megjárt kézilabdázók ellen értünk el döntetlent.
Nagy csata volt, két remek együttes között.
Lehet, hogy kicsit túlságosan rápörögtünk a meccsre, de annak örülök, hogy jól küzdöttünk, s egy ilyen jó csapat ellen sikerült pontot szereznünk.
Két jó csapat meccse zárult pontosztozkodással. Sokat hibáztunk, de a DVSC kapusa is remekül védett. Mindkét csapat megszerezhette volna a győzelmet, de úgy érzem az eredmény igazságos.
| 6. forduló 2016. október 28., péntek 18:00 | Mosonmagyaróvári KC SE | 25 – 24     | DVSC–TVP | Mosonszolnok sportcsarnok, Mosonszolnok Nézőszám: 300 Játékvezetők: Horváth Péter és Marton Balázs |
| 6. forduló 2016. október 28., péntek 18:00 | (11 – 10)              |             |          | Mosonszolnok sportcsarnok, Mosonszolnok Nézőszám: 300 Játékvezetők: Horváth Péter és Marton Balázs |
| 6. forduló 2016. október 28., péntek 18:00 | 4× 2×                  | Jegyzőkönyv | 5× 3×    | Mosonszolnok sportcsarnok, Mosonszolnok Nézőszám: 300 Játékvezetők: Horváth Péter és Marton Balázs |
| 6. forduló 2016. október 28., péntek 18:00 | Büntetőpárbaj:         |             |          | Mosonszolnok sportcsarnok, Mosonszolnok Nézőszám: 300 Játékvezetők: Horváth Péter és Marton Balázs |
| 6. forduló 2016. október 28., péntek 18:00 | 8/3, ill. 4/2          |             |          | Mosonszolnok sportcsarnok, Mosonszolnok Nézőszám: 300 Játékvezetők: Horváth Péter és Marton Balázs |

- DVSC: LAJTOS – Varsányi, Sirián 2, Jezsikava 3, Marincsák, Garbuz 5, Kelemen É. 1. — Csere: Deszpotovics 1, CSÁKI 5 (1), SISKA 6 (1), Tóth M. 1

Az elmúlt hetek lenyomata már a Loki összeállításán látszott, kisebb sérülése miatt nem tartott a csapattal Horváth-Pásztor Bettina, Bobana Klikovac és Anna Punyko. Ezzel együtt a DVSC-TVP számított a találkozó esélyesének, s a debreceni lányok ennek megfelelően kezdték a találkozót. Könnyen szerzett kétgólos előnyt a vendégcsapat, nem tűnt legyőzhetetlennek a lelkes hazai együttes. Aztán teljesen megváltozott a mérkőzés képe, sorra adta el a labdákat a hajdúsági alakulat, s ezt kihasználta a Mosonmagyaróvár, s egy 7–2-es sorozattal komolynak tűnő előnyre tett szert. Aztán újra a DVSC-TVP jött egy 5–1-es rohammal. A szünetre még így is az MKC fordulhatott előnnyel. A második félidőben folytatódott a már jól ismert forgatókönyv, felváltva vezettek a csapatok. Másfél perccel a befejezés előtt úgy tűnt, hogy eldőlt a meccs, hiszen 25–23-ra vezettek a vendéglátók, de Siska Pálma góljával egy találatos különbségre zárkózott a Debrecen, majd hét másodperccel a vége előtt labdát is szereztek. Varsányi Nóra került ziccerbe, amelyet be is lőtt, s bár a játékvezetők megadták a gólt, a zsűri szerint azonban már a találkozó végét jelző dudaszó után haladt át a labda a gólvonalon, így pont nélkül maradt a DVSC-TVP.
Az eredmény alakulása: 6. p.: 1–3, 14. p.: 6–5, 20. p.: 8–5, 27. p.: 9–10, 36. p.: 13–12, 41. p.: 15–15, 48. p.: 19–20, 53. p.: 22–21, 58. p.: 24–22
Egy jó csapat ellen szereztünk két pontot, ami nekünk különösen fontos lehet. Örülök Lakatos Rita jó bemutatkozásának A hétméteres lövéseket még gyakorolnunk kell.
Az utóbbi hetekben sok negatív dolog történt velünk. Most akadtak hiányzóink, nem játszottunk jól, megérdemelten nyert a hazai csapat.
| 7. forduló 2016. november 9., szerda 18:00 | DVSC–TVP       | 30 – 27     | Alba Fehérvár KC | Hódos Imre sportcsarnok, Debrecen Játékvezetők: Hargitai Gábor és Markó Gábor |
| 7. forduló 2016. november 9., szerda 18:00 | (14 – 15)      |             |                  | Hódos Imre sportcsarnok, Debrecen Játékvezetők: Hargitai Gábor és Markó Gábor |
| 7. forduló 2016. november 9., szerda 18:00 | 4× 3×          | Jegyzőkönyv | 4× 1×            | Hódos Imre sportcsarnok, Debrecen Játékvezetők: Hargitai Gábor és Markó Gábor |
| 7. forduló 2016. november 9., szerda 18:00 | Büntetőpárbaj: |             |                  | Hódos Imre sportcsarnok, Debrecen Játékvezetők: Hargitai Gábor és Markó Gábor |
| 7. forduló 2016. november 9., szerda 18:00 | 6/5, ill. 7/6  |             |                  | Hódos Imre sportcsarnok, Debrecen Játékvezetők: Hargitai Gábor és Markó Gábor |

- DVSC: Horváth-Pásztor – Csáki 4 (4), Despotovics 3, Garbuz 3, Jezsikava 5, Kelemen 3, Klikovac 4, Marincsák, Punko 2, Sirián 3, Siska 1 (1), Szabó D., Szabó P., Tóvizi, Varsányi 2

A debreceni Hódos Imre Sportcsarnok zsúfolt publikuma előtt a Loki kiengesztelte közönségét a nemzetközi kupabúcsú és a mosonmagyaróvári bajnoki vereség után: küzdelmes meccsen gyűrte le fehérvári vendégét a rangadón. Az első félidőben jól tartották magukat a látogatók, kiegyenlített küzdelmet hozott a csata. A második játékrészben jobban koncentrált, helyzeteit nagyobb százalékban értékesítette az egyre inkább felgyorsuló Loki. Az utolsó tíz percben döntötte el a mérkőzést a maga javára a DVSC-TVP. A Fehérvár 15–14-re vezetett egy félidő után, és még az 51. percben is csak egygólos hátrányban volt, a DVSC azonban jobban bírta a hajrát, s a hajrára már olyan előnyt szerzett, melyet végig meg tudott tartani.
| 8. forduló 2016. november 19., szombat 18:00 | Siófok KC      | 28 – 28     | DVSC–TVP | Beszédes József Általános Iskola, Siófok Játékvezetők: Tomecskó-Hunyadi Tamás és Unyatinszki Tamás |
| 8. forduló 2016. november 19., szombat 18:00 | (15 – 10)      |             |          | Beszédes József Általános Iskola, Siófok Játékvezetők: Tomecskó-Hunyadi Tamás és Unyatinszki Tamás |
| 8. forduló 2016. november 19., szombat 18:00 | 5× 3× 2×       | Jegyzőkönyv | 5× 3×    | Beszédes József Általános Iskola, Siófok Játékvezetők: Tomecskó-Hunyadi Tamás és Unyatinszki Tamás |
| 8. forduló 2016. november 19., szombat 18:00 | Büntetőpárbaj: |             |          | Beszédes József Általános Iskola, Siófok Játékvezetők: Tomecskó-Hunyadi Tamás és Unyatinszki Tamás |
| 8. forduló 2016. november 19., szombat 18:00 | 6/4 ill. 10/9  |             |          | Beszédes József Általános Iskola, Siófok Játékvezetők: Tomecskó-Hunyadi Tamás és Unyatinszki Tamás |

- DVSC: Lajtos – Varsányi 1, Sirián 2, Deszpotovics 3, Jezsikava 1, Garbuz, Kelemen 2 – csere: Horváth-Pásztor (kapus), Punko 5, B. Klikovac 1, Marincsák, Siska 4, Csáki 9, Szabó

Öt siófoki gól vezette be a mérkőzést, a 9. perc elején Sirián találata jelentette a változást (5–1), aztán megkezdte a felzárkózást a DVSC (13. perc: 6–4). A 20. percben ismét tetemes volt a hazaiak előnye (12–5), a fór a 26. percben 8 gólosra nőtt (15–7). A félidő hajrájában Csáki két hetese és egy akciógólja, valamint Siska találata, illetve Nze Minko kihagyott hetese jóvoltából látótávolságba került az ellenfél, öt gólnyira csökkent a Loki hátránya (15–10). Sőt, a 36. percre háromra csökkent a balatoniak előnye (18–15). Kelemen, majd egy perc múlva Jezsikava büntetése azonban gyorsan véget vethetett volna a felzárkózási álmoknak, 20–15-re el is húztak a hazaiak, ám a 42. percre visszatért a debreceni remény (22–19). Olyannyira, hogy az 53. percben már csak kettővel ment a Siófok (26–24). Csáki büntetőjével (s a siófoki Deáki végleges kiállításával) egy gólra közelített a Loki (57. perc: 28–27). Az egyenlítő gólt Kelemen vonalra lépte, ám az utolsó fél percben ismét lehetett támadni az ikszért. 12 másodperccel a vége előtt Tiselj edző időt kért, lehozta kapusát a debreceni edző. Időn túli heteshez jutott a Loki, Csáki ezt is bevágta, így fantasztikus meccsen kiharcolta a döntetlent a DVSC-TVP.
Nehéz mit mondani. Időn túli hetessel elvesztettük az egyik pontot egy olyan mérkőzésen, amelyen végig vezettünk. Amikor al-Gaui kivált a kiállításai miatt, védekezést kellett váltanunk, és ez sorsdöntőnek bizonyult.
Őszintén megmondom, nagyon tetszett a Siófok játéka, óriási problémákat okoztak nekünk addig, amíg teljes erőbedobással tudtak játszani. Döntő volt, hogy a mi keretünk mélyebb. Gratulálok a csapatomnak, óriásit küzdött.

### Téli szezon
| 9. forduló 2016. december 30., péntek 18:00 | Ipress Center–Vác | 28 – 28     | DVSC–TVP | Városi sportcsarnok, Vác Nézőszám: 600 Játékvezetők: Dobrovits Csaba és Tájok Péter |
| 9. forduló 2016. december 30., péntek 18:00 | (16 – 18)         |             |          | Városi sportcsarnok, Vác Nézőszám: 600 Játékvezetők: Dobrovits Csaba és Tájok Péter |
| 9. forduló 2016. december 30., péntek 18:00 | 3× 2×             | Jegyzőkönyv | 4× 3×    | Városi sportcsarnok, Vác Nézőszám: 600 Játékvezetők: Dobrovits Csaba és Tájok Péter |
| 9. forduló 2016. december 30., péntek 18:00 | Büntetőpárbaj:    |             |          | Városi sportcsarnok, Vác Nézőszám: 600 Játékvezetők: Dobrovits Csaba és Tájok Péter |
| 9. forduló 2016. december 30., péntek 18:00 | 5/4, ill. 3/3     |             |          | Városi sportcsarnok, Vác Nézőszám: 600 Játékvezetők: Dobrovits Csaba és Tájok Péter |

- DVSC: HORVÁTH-PÁSZTOR — Varsányi 1, PUNYKO 9, JEZSIKAVA 8 (2), Sirián 1, Deszpotovics, Kelemen 2 — csere: GARBUZ 5, Tóvizi, Csáki, Siska 1, Pénzes 1 (1)

Remek meccset vívott a két csapat. A DVSC irányította a játékot, s Jezsikava időntúli szabaddobásával kétgólos előnnyel vonult pihenőre. Szünet után azonban jött egy debreceni üresjárat: az első 10 perc 2–7-es eredményéhez az is hozzá tartozik, hogy emberelőnyben, sőt kettős emberelőnyben is játszott a Loki, mégsem tudott gólt lőni és felpörögni. Az újabb szakaszhatárig 5–0-as debreceni sorozat következett, s a 45. percben 23–23-nál álltak a csapatok. A hajrára a DVSC érkezett előnnyel (53. perc: 24–26), sőt az utolsó percben is a hajdúságiaknál volt az előny, hiszen 34 másodperccel a meccs vége előtt Jezsikava értékesített egy büntetőt (27–28), azonban nem sikerült kivédekezniük a szűk fél percet, s a hazaiak egyenlítettek (28–28).
A mérkőzés alakulása alapján örülünk az egy pontnak. Az első félidőben védekezési hibáink miatt sok átlövésgólt kaptunk. A folytatásban feljavult a védőmunkánk, ám – egy tízperces szakaszt leszámítva – sajnos a támadójátékunk visszaesett.
Nagyon izgalmas, jó hangulatú mérkőzést vívott a két csapat. Nehéz a két ünnep között meccset játszani, sok minden eltereli az emberek figyelmét. Ez meg is látszott az első játékrészen olyan volt, mint egy edzőmeccs, nem volt semmi védekezés. A folytatásban aztán keményebb lett a csata, mindkét csapat jól harcolt, rászolgált a döntetlenre. A DVSC régen szerzett Vácon pontot, ezért is értékes ez az eredmény.
| 10. forduló 2017. január 7., szombat 18:00 | Kisvárda Master Good SE | 26 – 29     | DVSC–TVP | Városi sportcsarnok, Kisvárda Nézőszám: 1 200 Játékvezetők: Bán Tamás és Szloska Ernő Krisztián |
| 10. forduló 2017. január 7., szombat 18:00 | (11 – 14)               |             |          | Városi sportcsarnok, Kisvárda Nézőszám: 1 200 Játékvezetők: Bán Tamás és Szloska Ernő Krisztián |
| 10. forduló 2017. január 7., szombat 18:00 | 2× 3×                   | Jegyzőkönyv | 1× 3×    | Városi sportcsarnok, Kisvárda Nézőszám: 1 200 Játékvezetők: Bán Tamás és Szloska Ernő Krisztián |
| 10. forduló 2017. január 7., szombat 18:00 | Büntetőpárbaj:          |             |          | Városi sportcsarnok, Kisvárda Nézőszám: 1 200 Játékvezetők: Bán Tamás és Szloska Ernő Krisztián |
| 10. forduló 2017. január 7., szombat 18:00 | 4/4 ill. 6/5            |             |          | Városi sportcsarnok, Kisvárda Nézőszám: 1 200 Játékvezetők: Bán Tamás és Szloska Ernő Krisztián |

- DVSC: HORVÁTH-PÁSZTOR — VARSÁNYI 3, GARBUZ 6, PUNYKO 3, Deszpotovics 2, JEZSIKAVA 11 (3), Kelemen 1. Csere: Sirián, Csáki 2 (2), Siska, Tóth M. 1

A Loki dominált, de a valóban szívós szabolcsiak nem hagyták leszakítani magukat. A félidő végén két Jezsikava gól hozott némi megnyugvást Tone Tiselj csapatának (11–14). A nagy küzdelem a szünet után is folytatódott. A debreceniek a félidő közepéig biztosan vezettek, mert a végén 11 gólig jutó Karina Jezsikava ellenállhatatlanul játszott és méltó társa volt a 6 gólos Garbuz is. De a végjátékra mégis akadt izgalom, mert négy perccel a befejezés előtt a lankadatlanul küzdő várdiak egy gólra is fel tudtak jönni. Ám a lokisták feje tiszta maradt, így nem maradt körömrágó izgalom a végére (26–29).
Az eredmény alakulása: 2. perc: 2–0. 8': 2–3. 13': 5–5. 16': 7–6. 20': 9–8. 29': 10–13. 35': 12–18. 42': 16–19. 47': 19–24. 55': 25–26
Sikerült rangadót játszanunk a Debrecennel. A legfőbb problémánk az volt, hogy mindössze négy védett lövést tudtak felmutatni a kapusaink, ennyivel nem lehet meccset nyerni. A hajrára felzárkóztunk, de abban el is fáradtunk.
Nehéz időszak van mögöttünk, hiszen sérülések és betegségek nehezítették a felkészülésünkre. Ezért is vagyok különösen büszke a lányokra, mert nagyon erős ellenféllel szemben szereztük meg a két pontot.
| 11. forduló 2017. január 13., péntek 18:00 | DVSC–TVP       | 17 – 26     | FTC-Rail Cargo Hungaria | Hódos Imre sportcsarnok, Debrecen Nézőszám: 1 800 Játékvezetők: Kékes Csaba és Kékes Pál |
| 11. forduló 2017. január 13., péntek 18:00 | (6 – 14)       |             |                         | Hódos Imre sportcsarnok, Debrecen Nézőszám: 1 800 Játékvezetők: Kékes Csaba és Kékes Pál |
| 11. forduló 2017. január 13., péntek 18:00 | 3× 3×          | Jegyzőkönyv | 6× 3×                   | Hódos Imre sportcsarnok, Debrecen Nézőszám: 1 800 Játékvezetők: Kékes Csaba és Kékes Pál |
| 11. forduló 2017. január 13., péntek 18:00 | Büntetőpárbaj: |             |                         | Hódos Imre sportcsarnok, Debrecen Nézőszám: 1 800 Játékvezetők: Kékes Csaba és Kékes Pál |
| 11. forduló 2017. január 13., péntek 18:00 | 2/2, ill. 4/2  |             |                         | Hódos Imre sportcsarnok, Debrecen Nézőszám: 1 800 Játékvezetők: Kékes Csaba és Kékes Pál |

- DVSC: Horváth-Pásztor — Varsányi 1, Punyko 2, Garbuz 4, Sirián 1, Jezsikava, Kelemen. Csere: Lajtos (kapus), Deszpotovics, Csáki 2 (2), TÓVIZI 3, Siska 3, Tóth M. 1, Pénzes, Marincsák

A találkozó már az első játékrészben eldőlt, hiszen csak 2–2-ig tudta tartani a lépést a DVSC-TVP. Sok technikai hibával, laza védekezéssel, rengeteg erőtlen lövéssel, mindent egybevetve gyámoltalan játékkal rukkolt ki a hazai csapat, s így tulajdonképpen önmaga hozta helyzetbe az amúgy sem gyenge budapesti társulatot. A nyolcgólos előny birtokában az FTC-nek már csak tartania kellett az eredményt. S ez sem esett nehezére, hiszen például a második játékrész elején a Loki kettős emberelőnyben sem tudott gólt lőni… A 32. percben már tíz volt a két csapat közötti különbség (6–16), s ez meg is maradt (10–20 a 43. percben), sőt növekedett is (14–26 az 54. percben). A hajrában sikerült tíz alá szorítani a vendégek előnyét a debrecenieknek. A hazaiak amiatt is bosszankodhatnak, hogy két erősségük Deszpotovics és Jezsikava is sérülést szenvedett.
Az eredmény alakulása: 4. perc: 2–2, 9': 2–7, 21': 5–11, 38': 9–18, 44': 10–20, 50': 14–23, 54': 14–26
Nagyok az elvárások szurkolóinktól, próbáltunk ennek megfelelni. Három nehéz mérkőzés után következett számunkra a Fradi, így nem volt könnyű dolgunk, és a sok sérülés, mely csapatunkat sújtja, sem könnyítette meg a dolgunkat. Gratulálok a zöld-fehéreknek és sok siker kívánok nekik a BL-meccsekre.
Ez mindig a legjobb hangulatú kézilabda mérkőzés Magyarországon. Az első félidei védekezésünk volt a kulcs. Illetve a nagyszerű kapusteljesítményünk. A Debrecen hibáit kihasználva tudtunk győzedelmeskedni.
| 12. forduló 2017. január 24., kedd 18:00 | DVSC–TVP       | 30 – 29     | Dunaújvárosi Kohász KA | Hódos Imre sportcsarnok, Debrecen Nézőszám: 1 000 Játékvezetők: Herczeg Péter és Südi Péter |
| 12. forduló 2017. január 24., kedd 18:00 | (13 – 14)      |             |                        | Hódos Imre sportcsarnok, Debrecen Nézőszám: 1 000 Játékvezetők: Herczeg Péter és Südi Péter |
| 12. forduló 2017. január 24., kedd 18:00 | 2× 3×          | Jegyzőkönyv | 4× 3×                  | Hódos Imre sportcsarnok, Debrecen Nézőszám: 1 000 Játékvezetők: Herczeg Péter és Südi Péter |
| 12. forduló 2017. január 24., kedd 18:00 | Büntetőpárbaj: |             |                        | Hódos Imre sportcsarnok, Debrecen Nézőszám: 1 000 Játékvezetők: Herczeg Péter és Südi Péter |
| 12. forduló 2017. január 24., kedd 18:00 | 7/4 ill. 4/1   |             |                        | Hódos Imre sportcsarnok, Debrecen Nézőszám: 1 000 Játékvezetők: Herczeg Péter és Südi Péter |

- DVSC: Horváth-Pásztor — Varsányi 3, Punyko 4, GARBUZ 4, SIRIÁN 4, DESZPOTOVICS 4, KELEMEN 5. Csere: LAJTOS (kapus), CSÁKI 5 (4), Tóvizi 1, Tóth M., Siska, Pénzes, Marincsák, Szabó D.

Változatos első félidőt produkáltak a csapatok, a hektikus harminc perc végén egy góllal vezettek a vendégek. A folytatásra alaposan feljavult a DVSC-TVP védekezése, támadásban is mindig akadt, aki vállalkozott és eredményesnek bizonyult. A kiélezett végjátékban két labdaszerzésnek köszönhetően a debreceniek szereztek előnyt, s ezt már meg is őrizték a mérkőzés végéig. Ezzel a két ponttal megelőzték a tabellán az eddig előttük álló Dunaújvárost.
Az eredmény alakulása: 3. perc: 2–0, 12': 4–7, 19': 7–7, 24': 10–9, 37': 16–18, 48': 21–23, 53': 27–24
Újabb nehéz mérkőzés en vagyunk túl, ráadásul a bajnoki menetrend is kihívásokat tartogat számunkra. Így elég küzdelmes megtalálnunk a formánkat, de minden igyekezetünkkel ezen vagyunk, és leszünk. Védekezésben rosszabb teljesítményt nyújtottunk, mint szoktunk, a jobb rotációs lehetőségeinkkel nyertük meg a mérkőzést. Köszönet a játékosoknak, az egész stábnak, a szurkolóknak. A DVSC így együtt alkot egy nagy családot, ettől vagyunk erősek!
Kemény, küzdelmes meccset játszottunk. Az első félidőben mi voltunk a jobbak, a második játékrészben pedig a Debrecen. A második félidei rossz védekezésünkön úszott el a győzelem. Emellett becsülettel küzdött a csapat, de összességében sok hibát vétettünk, és ez nem fért bele.
| 13. forduló 2017. február 11., szombat 18:00 | MTK Budapest   | 25 – 19     | DVSC–TVP | Elektromos sportcsarnok, Budapest Nézőszám: 300 Játékvezetők: Tomecskó-Hunyadi Tamás és Unyatinszki Tamás |
| 13. forduló 2017. február 11., szombat 18:00 | (14 – 8)       |             |          | Elektromos sportcsarnok, Budapest Nézőszám: 300 Játékvezetők: Tomecskó-Hunyadi Tamás és Unyatinszki Tamás |
| 13. forduló 2017. február 11., szombat 18:00 | 5× 3× 1×       | Jegyzőkönyv | 5× 2×    | Elektromos sportcsarnok, Budapest Nézőszám: 300 Játékvezetők: Tomecskó-Hunyadi Tamás és Unyatinszki Tamás |
| 13. forduló 2017. február 11., szombat 18:00 | Büntetőpárbaj: |             |          | Elektromos sportcsarnok, Budapest Nézőszám: 300 Játékvezetők: Tomecskó-Hunyadi Tamás és Unyatinszki Tamás |
| 13. forduló 2017. február 11., szombat 18:00 | 3/2 ill. 6/4   |             |          | Elektromos sportcsarnok, Budapest Nézőszám: 300 Játékvezetők: Tomecskó-Hunyadi Tamás és Unyatinszki Tamás |

- DVSC: Horváth-Pásztor — Varsányi 2, Sirián 3, Punyko 1, Deszpotovics, Garbuz 3, Kelemen 2. Csere: Lajtos (kapus), Siska, Jezsikava 1 (1), Marincsák 5 (3), Pénzes, Tóvizi, Csáki, Tóth M. 2

Az eredmény alakulása: 7. perc: 4–2, 13': 5–5, 20': 10–7, 37': 19–11, 50': 21–15
| 14. forduló 2017. február 18., szombat 18:00 | EUbility Group Békéscsaba | 22 – 21     | DVSC–TVP | Városi sportcsarnok, Békéscsaba Nézőszám: 1 400 Játékvezetők: Bacs József és Bóna Szabolcs |
| 14. forduló 2017. február 18., szombat 18:00 | (10 – 13)                 |             |          | Városi sportcsarnok, Békéscsaba Nézőszám: 1 400 Játékvezetők: Bacs József és Bóna Szabolcs |
| 14. forduló 2017. február 18., szombat 18:00 | 6× 3×                     | Jegyzőkönyv | 7× 3× 1× | Városi sportcsarnok, Békéscsaba Nézőszám: 1 400 Játékvezetők: Bacs József és Bóna Szabolcs |
| 14. forduló 2017. február 18., szombat 18:00 | Büntetőpárbaj:            |             |          | Városi sportcsarnok, Békéscsaba Nézőszám: 1 400 Játékvezetők: Bacs József és Bóna Szabolcs |
| 14. forduló 2017. február 18., szombat 18:00 | 6/5 ill. 10/8             |             |          | Városi sportcsarnok, Békéscsaba Nézőszám: 1 400 Játékvezetők: Bacs József és Bóna Szabolcs |

- DVSC: Lajtos – Varsányi 1, GARBUZ 5, Deszpotovics, Sirián 1, JEZSIKAVA 5 (1), Kelemen 1. Csere: Horváth-Pásztor (kapus), Marincsák 1 (1), Tóth M., CSÁKI 7 (6), Pénzes, Tóvizi, Siska

Garbuz és Jezsikava indította el a gólgyártást és a DVSC remek védekezéssel, lehengerlő támadójátékkal a félidő felére már hétgólos vezetést hozott össze (2–9). Védekezést váltott ezután a Békéscsaba és a kiváló Walfisch Mercédesz vezetésével fokozatosan megkezdte a felzárkózást. A rengeteg kiállítással tarkított időszakban döcögni kezdett a Loki támadójátéka, de a szünetre így is megmaradt három gól az előnyből, mert Csáki Viktória most is biztos kezű heteslövőnek bizonyult (10–13). A második félidőben ismét lábra kapott a Loki, a csapat támadhatott a plusz hatért is, de a következő percekben nagyon feljött a Békéscsaba. A Loki időkérésénél Márián Blanka magyarázott, miközben Tone Tiselj úgy tűnt, nem érzi jól magát, a későbbieknek végig a másodedző meccselt. A csabaiak kiegyenlítettek, sőt a vezetést is megszerezték egy 6–0-s sorozat végén. Jezsikava hetesből egyenlített és biztossá vált, hogy nehéz végjáték várható. A Loki továbbra sem találta meg a támadójátékát, de a kapuba beálló Horváth-Pásztor Bettina többször is védeni tudott. Marincsák hetesből fejbe lőtte Triffa Ágnest, így aztán nem csak a Loki-gól maradt el, hanem emberhátrány is lett belőle, a piros lapja miatt – ez sorsdöntőnek bizonyult. Az utolsó percben a mezőny legjobbja, Walfisch vezetést szerzett, a túloldalon pedig Jezsikavát lesáncolták. Így a végén a Békéscsaba örülhetett.
Az eredmény alakulása: 4. perc: 1–2, 11': 1–7, 20': 4–10, 26': 7–11, 32': 11–13, 34': 11–16, 47': 18–17, 57': 20–20
Egy gát szakadt föl a csapatban. Örülök, hogy három hét után újra jött a versenyformánk, remekül küzdöttek a lányok. Remélem, ezzel a győzelemmel elindulunk fölfelé.
Nagyon jól kezdtük a mérkőzést, ám több okból kifolyólag lehetőséget adtunk a Békéscsabának, amely visszajött a mérkőzésbe. A véghajrát a hazaiak jobban bírták.

### Tavaszi szezon
| 15. forduló 2017. március 3., péntek 18:00 | DVSC–TVP       | 33 – 29     | Budaörs Handball | Hódos Imre sportcsarnok, Debrecen Nézőszám: 1 200 Játékvezetők: Bán Tamás és Szloska Ernő Krisztián |
| 15. forduló 2017. március 3., péntek 18:00 | (17 – 14)      |             |                  | Hódos Imre sportcsarnok, Debrecen Nézőszám: 1 200 Játékvezetők: Bán Tamás és Szloska Ernő Krisztián |
| 15. forduló 2017. március 3., péntek 18:00 | 4× 0×          | Jegyzőkönyv | 3× 1×            | Hódos Imre sportcsarnok, Debrecen Nézőszám: 1 200 Játékvezetők: Bán Tamás és Szloska Ernő Krisztián |
| 15. forduló 2017. március 3., péntek 18:00 | Büntetőpárbaj: |             |                  | Hódos Imre sportcsarnok, Debrecen Nézőszám: 1 200 Játékvezetők: Bán Tamás és Szloska Ernő Krisztián |
| 15. forduló 2017. március 3., péntek 18:00 | 4/4, ill. 5/5  |             |                  | Hódos Imre sportcsarnok, Debrecen Nézőszám: 1 200 Játékvezetők: Bán Tamás és Szloska Ernő Krisztián |

- DVSC: HORVÁTH-PÁSZTOR — Varsányi, PUNYKO 8, GARBUZ 6, Sirián 2, JEZSIKAVA 7, Kelemen 2. Csere: Lajtos (kapus), Deszpotovics, CSÁKI 6 (4), Tóvizi 1, Pénzes, Tóth M., Marincsák 1, Siska

Anna Punyko gólja már a 9. másodpercben megadta az alaphangot, s 2-2-ig együtt haladt házigazda és vendég, ám aztán megugrott a Loki (5. perc: 5–2). Jött egy gyengébb periódus, s negyedóra elteltével döntetlen volt az állás (7–7, 9–9). Ezután három gólosra nőtt a DVSC előnye, amit meg is tartott a félidő végéig. A második játékrészben Punyko, Sirián és Garbuz találatai után hat gólosra hízott az előny (22–16), s ez már megnyugtató volt, noha közben kapaszkodott a Budaörs (54. percben 30–27), a lényeg, hogy zsebben a győzelemért járó két pont.
Az eredmény alakulása: 5. perc: 5–2, 13': 7–7, 21': 12–9, 26': 15–11, 38': 22–16, 43': 26–19, 51': 29–25
Csak az eredménnyel vagyok elégedett, de van hiányérzetem, mert nem játszottunk jól. A Budaörs játékban többet mutatott, mint mi, a jó kapusteljesítményünknek köszönhetjük a győzelmet.
Félig-meddig örülök, mert most végre egy idegenbeli mérkőzésünk jól sikerült. Nagy csatára késztettük a Debrecent. Voltak hibáink, és sok gólt kaptunk átlövésből, így nem tudtunk csodát tenni. A küzdésünket a sajnálatos módon megsérült Kiskartali Zsófiának ajánlom.
| 16. forduló 2017. március 8., szerda 18:00 | Győri Audi ETO KC | 32 – 23     | DVSC–TVP | Audi Aréna, Győr Nézőszám: 2 951 Játékvezetők: B. Pech Katalin és Vágvölgyi Mária |
| 16. forduló 2017. március 8., szerda 18:00 | (19 – 10)         |             |          | Audi Aréna, Győr Nézőszám: 2 951 Játékvezetők: B. Pech Katalin és Vágvölgyi Mária |
| 16. forduló 2017. március 8., szerda 18:00 | 2× 3×             | Jegyzőkönyv | 2× 3×    | Audi Aréna, Győr Nézőszám: 2 951 Játékvezetők: B. Pech Katalin és Vágvölgyi Mária |
| 16. forduló 2017. március 8., szerda 18:00 | Büntetőpárbaj:    |             |          | Audi Aréna, Győr Nézőszám: 2 951 Játékvezetők: B. Pech Katalin és Vágvölgyi Mária |
| 16. forduló 2017. március 8., szerda 18:00 | 2/2, ill. 3/3     |             |          | Audi Aréna, Győr Nézőszám: 2 951 Játékvezetők: B. Pech Katalin és Vágvölgyi Mária |

- DVSC: HORVÁTH-PÁSZTOR — Varsányi 1, Punyko 1, Garbuz 4, Sirián 1, Jezsikava 2, KELEMEN 4. Csere: Lajtos (kapus), Deszpotovics 2, Tóvizi, MARINCSÁK 3, Csáki 4 (3), Siska 1

Nincs rá jobb szó, megijedt a vendégcsapat a győri csapat nagy neveitől, a BL-győzelemre törő ellenféltől, s nem utolsó sorban nem bírtak a debreceni lányok az ETO világszínvonalú, kőkemény védekezésével. Ebből rengeteg labdát szereztek a hazaiak, s hiába védett jól Horváth-Pásztor Bettina, a győriek sorra lőtték a ziccergólokat. A debreceniekből ebben a periódusban hiányzott az egészséges vagányság, talán Kelemen Éva és a félidő végén beszálló Marincsák Niki jelentett kivételt. Szünet után aztán egy teljesen más DVSC-t láthattunk. A győriek visszavettek a tempóból, a jóval határozottabban védekező, s bátrabban támadó Loki pedig élt a lehetőséggel, s egy 12–7-es etapot produkálva négy gólra zárkózott fel. A hajrá újra az ETO-é volt, ám a második játékrészt így is döntetlenre hozta le a DVSC-TVP.
Az eredmény alakulása: 9. perc: 7–2, 15': 12–4, 24': 17–7, 27': 19–9, 35': 20–14, 41': 22–15, 48': 25–20, 53': 26–22
Ellentétes félidőket hozott a mérkőzés, az első harminc percben jól védekezve, koncentráltan kézilabdáztunk, a folytatásban azonban gondjaink akadtak a végig jól küzdő debreceniekkel. A lényeg azonban, hogy a sűrű programban újabb győztes meccsen vagyunk túl.
Csodálatos csarnokban játszottunk jó mérkőzést a világ legjobbjai ellen. Az első félidő számunkra kevésbé sikerült, de a másodikban feljavultunk, és összességében elfogadható eredményt értünk el.
| 17. forduló 2017. március 24., péntek 18:00 | DVSC–TVP       | 41 – 22     | ELIOS Kispest NKK | Hódos Imre sportcsarnok, Debrecen Nézőszám: 900 Játékvezetők: Medve Róbert és Tarnavölgyi Gergely |
| 17. forduló 2017. március 24., péntek 18:00 | (19 – 11)      |             |                   | Hódos Imre sportcsarnok, Debrecen Nézőszám: 900 Játékvezetők: Medve Róbert és Tarnavölgyi Gergely |
| 17. forduló 2017. március 24., péntek 18:00 | 6× 3×          | Jegyzőkönyv | 5× 3×             | Hódos Imre sportcsarnok, Debrecen Nézőszám: 900 Játékvezetők: Medve Róbert és Tarnavölgyi Gergely |
| 17. forduló 2017. március 24., péntek 18:00 | Büntetőpárbaj: |             |                   | Hódos Imre sportcsarnok, Debrecen Nézőszám: 900 Játékvezetők: Medve Róbert és Tarnavölgyi Gergely |
| 17. forduló 2017. március 24., péntek 18:00 | 5/4 ill. 6/4   |             |                   | Hódos Imre sportcsarnok, Debrecen Nézőszám: 900 Játékvezetők: Medve Róbert és Tarnavölgyi Gergely |

- DVSC: HORVÁTH-PÁSZTOR — Varsányi 3, Sirián 2, PUNYKO 7, GARBUZ 5, Siska, Kelemen 3 – csere: LAJTOS (kapus), CSÁKI 8 (4), Tóvizi 2, Jezsikava 4, DESZPOTOVICS 3, TÓTH M. 4, Szabó P.

Az újonc Kispest nagy lelkesedéssel kezdte a meccset, s az első játékrész elején remekül tartotta magát. Aztán 9–8-as vendégvezetés után jött egy remek debreceni széria, amely eldöntötte a két pont sorsát. A folytatásban is hatalmas iramú meccset láthatott a közönség, a fáradó vendégek ellen helyenként látványosan játszva nyert a DVSC-TVP.
Az eredmény alakulása: 3. perc: 1–3, 8': 5–4, 16': 8–9, 25': 16–9, 33': 22–12, 42': 30–17, 49': 36–19
Hosszú ideje nem játszottunk mérkőzést, így nem voltunk könnyű helyzetben. Tudtuk, hogy az ellenfelünk fáradt, mert szerdán még a Ferencváros ellen volt meccsük. Láttam jó és rossz megoldásokat is a csapattól, de összességében elégedett vagyok, talán a huszonkét kapott gól egy kicsit sok.
Van egy olló a két csapat között, mely ki is nyílt egy idő után. Egy újonc csapatnak nem könnyű Debrecenben játszani., mert a DVSC a Győr és a Fradi után szerintem az ország egyik legjobb csapata. A játékosaim ma nem azt csinálták, amit edzésen begyakoroltunk, a mérkőzés vége egyenesen borzalmas volt játékban a részünkről.
| 18. forduló 2017. március 29., szerda 18:00 | Érd NK         | 23 – 19     | DVSC–TVP | Városi Uszoda sport és rendezvénycsarnok, Érd Nézőszám: 1 300 Játékvezetők: Hargitai Gábor és Markó Gábor |
| 18. forduló 2017. március 29., szerda 18:00 | (8 – 7)        |             |          | Városi Uszoda sport és rendezvénycsarnok, Érd Nézőszám: 1 300 Játékvezetők: Hargitai Gábor és Markó Gábor |
| 18. forduló 2017. március 29., szerda 18:00 | 4× 3×          | Jegyzőkönyv | 3× 3×    | Városi Uszoda sport és rendezvénycsarnok, Érd Nézőszám: 1 300 Játékvezetők: Hargitai Gábor és Markó Gábor |
| 18. forduló 2017. március 29., szerda 18:00 | Büntetőpárbaj: |             |          | Városi Uszoda sport és rendezvénycsarnok, Érd Nézőszám: 1 300 Játékvezetők: Hargitai Gábor és Markó Gábor |
| 18. forduló 2017. március 29., szerda 18:00 | 2/1, ill 6/4   |             |          | Városi Uszoda sport és rendezvénycsarnok, Érd Nézőszám: 1 300 Játékvezetők: Hargitai Gábor és Markó Gábor |

- DVSC: Horváth-Pásztor  — Varsányi, Garbuz, Deszpotovics 2, Sirián 1, JEZSIKAVA 4, Kelemen 1. Csere: LAJTOS (kapus), Siska 2 (1), CSÁKI 6 (3), Marincsák, Tóth M. 1, Tóvizi 1, Punyko

Rengeteg hibával kezdődött a találkozó, és az első tíz percben a hazaiak négy lövése is kifelé pattant a kapufáról. Az első félidő utolsó tíz percében mindössze egy gólt lőttek a hazaiak, akár a debrecenieknél is lehetett volna az előny a szünetben. Fordulás után leblokkolt a vendég csapat, tíz percig nem tudtak gólt szerezni – hozzáadva az első játékrész végi ötperces gólcsendet, negyed óráig maradt érintetlen Janurik Kinga kapuja –, miközben az Érd ötször is betalált. Eldőlni látszott a két pont sorsa, de a DVSC-TVP nem adta fel. Lajtos Nóri védéseivel meccsben tartotta a csapatot, Csáki Viki góljaival pedig belátható közelségbe kerültek a vendégek. A felzárkózás sikerült, az egyenlítés nem, nyert az Érd.
Az eredmény alakulása: 7. perc: 1–2, 15': 5–2. 20': 7–4, 25': 7–7, 39': 13–7, 42': 13–10, 46': 16–10, 51': 19–16, 57': 21–17
Nagyon jó védekezéssel és kiváló kapusteljesítménnyel szerzett fontos két pontot a csapat.
Magas szinten kézilabdáztunk, küzdelmes jó mérkőzést vívtunk. Követtünk el hibákat, ezzel együtt elégedett vagyok. Az én hibám, hogy pályára küldtem a nem teljesen egészségen Anna Punykót, s ezzel megbomlott az addigi jó ritmus, ezzel is magyarázható a szünet utáni 0-5-ös periódus. Talán spóroltunk némi energiát a soron következő feladatra: Kecskeméten készülünk a Magyar Kupa négyes döntőjére. Mi azzal, hogy bejutottunk a legjobb négy közé, elértük alapvető célunkat, ám itt, a legjobbak között szeretnénk becsülettel helyt állni.
| 19. forduló 2017. április 7., péntek 18:00 | DVSC–TVP       | 20 – 23     | Mosonmagyaróvári KC SE | Hódos Imre sportcsarnok, Debrecen Nézőszám: 1 000 Játékvezetők: Bonifert Ferenc és Oláh Viktor |
| 19. forduló 2017. április 7., péntek 18:00 | (11 – 12)      |             |                        | Hódos Imre sportcsarnok, Debrecen Nézőszám: 1 000 Játékvezetők: Bonifert Ferenc és Oláh Viktor |
| 19. forduló 2017. április 7., péntek 18:00 | 4× 3×          | Jegyzőkönyv | 5× 2×                  | Hódos Imre sportcsarnok, Debrecen Nézőszám: 1 000 Játékvezetők: Bonifert Ferenc és Oláh Viktor |
| 19. forduló 2017. április 7., péntek 18:00 | Büntetőpárbaj: |             |                        | Hódos Imre sportcsarnok, Debrecen Nézőszám: 1 000 Játékvezetők: Bonifert Ferenc és Oláh Viktor |
| 19. forduló 2017. április 7., péntek 18:00 | 3/2 ill. 1/1   |             |                        | Hódos Imre sportcsarnok, Debrecen Nézőszám: 1 000 Játékvezetők: Bonifert Ferenc és Oláh Viktor |

- DVSC: Horváth-Pásztor — Varsányi, Punyko 3, Deszpotovics 2, Sirián 2, Garbuz 2, Kelemen 4. Csere: Lajtos (kapus), Pénzes 1, Tóvizi, Csáki 4 (2), Marincsák, Jezsikava 2, Tóth M.

A találkozó során egyetlen alkalommal sem vezetett a DVSC. Az első játékrészben kétgólos hátrányait igyekezett ledolgozni, s az egyenlítésig eljutott (7–7, 10–10), ám szünet után – hiába állt ekkor már be a lábsérüléssel bajlódó Jezsikava – egyre jobban elhúzott a Mosonmagyaróvár, s négy (12–16), majd öt gólos előnnyel is megugrott (15–20). Az 56. percben még felcsillant a remény a hazaiak előtt, hiszen közelebb zárkózott a Loki (19–21), ám a hajrá sem sikerült nekik, még egy kihagyott büntetőjük is volt e periódusban. Az októberi idegenbeli vereség után most hazai környezetben is kikapott a debreceni együttes a tabella 13., azaz kieső helyen álló Mosonmagyaróvár együttesétől.
Az eredmény alakulása: 3. perc: 0–2, 11': 2–5, 22': 7–7, 36': 11–15, 43': 14–16, 51': 15–20
Ezt a mérkőzést már a Magyar Kupa négyes döntőjében elvesztettük. Egyszer összejön minden, máskor meg semmi. Most ez utóbbi történt. A Mosonmagyaróvár már a mérkőzés elején megérezte, hogy van esélye, és ezt végül ki is használta. Ma egyedül a szurkolóink nyújtottak jó teljesítményt.
Szerettünk volna egy küzdelmes, jó mérkőzést játszani, megnehezíteni a hazai csapat dolgát. Ezzel szemben még győznünk is sikerült. Égető szükségünk van minden pontra, így ez is rendkívül értékes két pont számunkra.
| 20. forduló 2017. április 15., szombat 18:00 | Alba Fehérvár KC | 29 – 23     | DVSC–TVP | Köfém Sportcsarnok, Székesfehérvár Nézőszám: 600 Játékvezetők: Andorka Miklós és Hucker Róbert |
| 20. forduló 2017. április 15., szombat 18:00 | (14 – 13)        |             |          | Köfém Sportcsarnok, Székesfehérvár Nézőszám: 600 Játékvezetők: Andorka Miklós és Hucker Róbert |
| 20. forduló 2017. április 15., szombat 18:00 | 1× 3×            | Jegyzőkönyv | 1× 3×    | Köfém Sportcsarnok, Székesfehérvár Nézőszám: 600 Játékvezetők: Andorka Miklós és Hucker Róbert |
| 20. forduló 2017. április 15., szombat 18:00 | Büntetőpárbaj:   |             |          | Köfém Sportcsarnok, Székesfehérvár Nézőszám: 600 Játékvezetők: Andorka Miklós és Hucker Róbert |
| 20. forduló 2017. április 15., szombat 18:00 | 4/4 ill. 4/2     |             |          | Köfém Sportcsarnok, Székesfehérvár Nézőszám: 600 Játékvezetők: Andorka Miklós és Hucker Róbert |

- DVSC: HORVÁTH-PÁSZTOR – Varsányi, Punyko 4, Deszpotovics 4, SIRIÁN 3, GARBUZ 5, Kelemen 2. Csere: Lajtos (kapus), Csáki 1, Marincsák 2, Siska 2 (2), Tóth M., Tóvizi, Pénzes.

Az első félidőben többnyire a hazai csapat vezetett, de végig látótávolságon belül voltak a vendégek. Nehezen rendeződött vissza a Debrecen, amikor az Alba-Fehérvár a gyors középkezdés fegyverét alkalmazta, nagyon megzavarta a támadásaikat, ráadásul remek ütemben léptek ki a hazai védők, s ott volt még Claudine Mendy is. A Fehérvár francia átlövője remek napot fogott ki, nem volt ellene hatásos fegyvere a debrecenieknek. De Horváth-Pásztor Bettina, Sirián Szederke és Jelena Deszpotovics jó teljesítményének köszönhetően ekkor még tartani tudták a piros-fehérek a lépést. Fordulás után ebből alig maradt valami. Betti a kapuban továbbra is jól védett, ám Jeca elvesztette a fonalat, Szedihez nagyon ritkán jutott el a labda, s bár Marija Garbuznak akadtak felvillanásai, a meccs kontrollja kicsúszott a DVSC kezei közül. Végül magabiztosan – és megérdemelten – nyert az Alba Fehérvár, s ezzel a két csapat helyet cserélt a tabellán.
Az első félidőben a védekezésünk nem volt elég feszes, sok átlövésgólt kaptunk, pedig tudtuk, hogy a Debrecennek jól képzett, kemény lövői vannak. A szünet után sokkal agresszívabbá vált a játékunk, nyitottunk a hatos falon, a védekezésünk és a lerohanásaink is sikeresebbek lettek. Ki kell emelnem Claudine Mendyt, aki sérülten vállalta a játékot, igazi sportemberként cselekedett, a csapat egyik legjobbja volt.
Megérdemelten nyert a Fehérvár, több olyan kvalitású játékosuk van, aki egyedül is meg tud oldani helyzeteket. Ezek ellen nem tudtunk mit tenni. Összességében büszke vagyok a csapatomra, nem lehet egész szezonban egyenletes, jó teljesítményt nyújtani, most kisebb hullámvölgyben vagyunk.
| 21. forduló 2017. április 21., péntek 18:00 | DVSC–TVP       | 32 – 32     | Siófok KC | Hódos Imre sportcsarnok, Debrecen Nézőszám: 900 Játékvezetők: Bócz László és Wiedmann Viktor |
| 21. forduló 2017. április 21., péntek 18:00 | (17 – 15)      |             |           | Hódos Imre sportcsarnok, Debrecen Nézőszám: 900 Játékvezetők: Bócz László és Wiedmann Viktor |
| 21. forduló 2017. április 21., péntek 18:00 | 3× 3×          | Jegyzőkönyv | 3× 2× 1×  | Hódos Imre sportcsarnok, Debrecen Nézőszám: 900 Játékvezetők: Bócz László és Wiedmann Viktor |
| 21. forduló 2017. április 21., péntek 18:00 | Büntetőpárbaj: |             |           | Hódos Imre sportcsarnok, Debrecen Nézőszám: 900 Játékvezetők: Bócz László és Wiedmann Viktor |
| 21. forduló 2017. április 21., péntek 18:00 | 6/6 ill. 5/4   |             |           | Hódos Imre sportcsarnok, Debrecen Nézőszám: 900 Játékvezetők: Bócz László és Wiedmann Viktor |

- DVSC: Horváth-Pásztor — Varsányi, Punyko 5, Deszpotovics 6, GARBUZ 4, SIRIÁN 4, KELEMEN 4. Csere: CSÁKI 8 (6), Siska, Tóvizi 1, Tóth M., Pénzes.

Az őszi idényben a Loki 7–15-ös hátrányból állt talpra, s időntúli hetessel mentette meg az egyik pontot. A Hódos sportcsarnokban szintén döntetlennel zárult a középmezőny két erős gárdájának összecsapása: a Siófok 32–32-es döntetlent játszott a Debrecen vendégeként.
Az eredmény alakulása: 6. perc: 1–4. 15': 7–7, 17': 9–8, 25': 13–11, 27': 13–14, 38': 19–19, 44': 21–23, 47': 22–25, 49': 25–25, 57': 28–30
Nagyon jó mérkőzés volt, amely a végéig kiélezett csatát hozott, csak az utolsó pillanatokban alakult ki a végeredmény. Hálás vagyok a szurkolóknak, nagyszerűen biztattak bennünket. A védekezésünk ma gyengébb volt, mint szokott, keressük a védekezésben a formánkat, ebben fejlődnünk kell mindenképpen.
| 22. forduló 2017. április 29., szombat 18:00 | DVSC–TVP       | 27 – 29     | Ipress Center–Vác | Hódos Imre sportcsarnok, Debrecen Nézőszám: 1 000 Játékvezetők: Horváth Péter és Marton Balázs |
| 22. forduló 2017. április 29., szombat 18:00 | (15 – 11)      |             |                   | Hódos Imre sportcsarnok, Debrecen Nézőszám: 1 000 Játékvezetők: Horváth Péter és Marton Balázs |
| 22. forduló 2017. április 29., szombat 18:00 | 2× 3×          | Jegyzőkönyv | 3× 2×             | Hódos Imre sportcsarnok, Debrecen Nézőszám: 1 000 Játékvezetők: Horváth Péter és Marton Balázs |
| 22. forduló 2017. április 29., szombat 18:00 | Büntetőpárbaj: |             |                   | Hódos Imre sportcsarnok, Debrecen Nézőszám: 1 000 Játékvezetők: Horváth Péter és Marton Balázs |
| 22. forduló 2017. április 29., szombat 18:00 | 4/3 ill. 5/2   |             |                   | Hódos Imre sportcsarnok, Debrecen Nézőszám: 1 000 Játékvezetők: Horváth Péter és Marton Balázs |

- DVSC: LAJTOS – Varsányi 1, Sirián, Punyko 5, Deszpotovics 4, SISKA 7 (1), Kelemen 4. Csere: Horváth-Pásztor (kapus), Pénzes, Tóvizi 3, Kenyeres B.,Csáki 3 (2), Tóth M.

Nem csupán a sérült Jezsikava, de Garbuz is a nézőtérről figyelte a mérkőzést, miként Marincsák Niki sem volt ott a nevezettek között. Igaz, őt a meze legalább “képviselte”, hiszen olyan újoncot avatott a Loki, akinek még névvel ellátott hivatalos trikója sem volt, így Marincsákéban lépett pályára. Kenyeres Barbarát ez zavarta a legkevésbé, s az ifjú lokista a kölcsönmezben jól játszott, s csaknem egy félidőnyi időn át át irányítóként szerepelt élete első NB I-es összecsapásán. Társaival együtt becsületesen küzdött a váci vendégek ellen. A 10. percben már 7–3-ra vezetett a fiatalokból álló hajdúsági társulat, s félidőben is négy találat volt a debreceniek előnye. A Duna-partiak a 37. percben érték utol a házigazdát (17–17), s ezt követően egyre jobban érvényesíteni tudták rutinjukat. Fokozatosan elhúztak, s két-négy gólos előnyüket jegelve végül kétgólos győzelemmel tértek haza.
Az eredmény alakulása: 5. perc: 3–1. 10': 7–3, 18': 10–8, 26': 12–10, 38': 17–17, 43': 18–19, 52': 21–25, 56': 25–28
Nem történt meglepetés. A Vácnak jobb a kerete, és a formája is jelenleg. Sok a sérültünk, ez pedig komoly gondot jelentett számunkra. Ettől függetlenül büszke vagyok a csapatomra, mert rövidebb cserepaddal, fiatalokkal is meccsben tudtunk maradni.
Az első félidőben sokkal jobb tempót ment a Debrecen, beragadtunk, de a második játékrészre jó szellemben jöttünk már ki, megéreztük a fordítás lehetőségének a szelét, és ezt ki is tudtuk használni.
| 23. forduló 2017. május 5., péntek 18:00 | DVSC–TVP       | 24 – 20     | Kisvárda Master Good SE | Hódos Imre sportcsarnok, Debrecen Nézőszám: 800 Játékvezetők: Tomecskó-Hunyadi Mátyás és Unyatinszki Tamás |
| 23. forduló 2017. május 5., péntek 18:00 | (14 – 10)      |             |                         | Hódos Imre sportcsarnok, Debrecen Nézőszám: 800 Játékvezetők: Tomecskó-Hunyadi Mátyás és Unyatinszki Tamás |
| 23. forduló 2017. május 5., péntek 18:00 | 3× 3×          | Jegyzőkönyv | 5× 3×                   | Hódos Imre sportcsarnok, Debrecen Nézőszám: 800 Játékvezetők: Tomecskó-Hunyadi Mátyás és Unyatinszki Tamás |
| 23. forduló 2017. május 5., péntek 18:00 | Büntetőpárbaj: |             |                         | Hódos Imre sportcsarnok, Debrecen Nézőszám: 800 Játékvezetők: Tomecskó-Hunyadi Mátyás és Unyatinszki Tamás |
| 23. forduló 2017. május 5., péntek 18:00 | 10/7 ill. 4/1  |             |                         | Hódos Imre sportcsarnok, Debrecen Nézőszám: 800 Játékvezetők: Tomecskó-Hunyadi Mátyás és Unyatinszki Tamás |

- DVSC: HORVÁTH-PÁSZTOR – Varsányi, Sirián 2, Deszpotovics 2, Garbuz, JEZSIKAVA 6 (2), Kelemen 2. Csere: PUNYKO 5, Csáki 6 (5), SISKA 1, Tóvizi

Jól kezdett a Loki, hiszen percek alatt három gólt rámoltak be a hazaiak, de a vendégek gyorsan jelezték, hogy nem asszisztálni érkeztek Debrecenbe. De a jó védekezésnek és Horváth-Pásztor Betti remek kapusteljesítményének köszönhetően a DVSC-TVP kontrollálni tudta a meccset, Tóth Gabiék nem nagyon találták meg a módját annak, hogyan tudnának rést ütni a Loki-falon. Az első félidő végére aztán sikerült összehozni az első komolyabb különbséget a visszatérő Jezsikava vezényletével. A folytatásban is határozott maradt a Loki és a második játékrész közepére el is dőlt a két pont sorsa. Megtört tehát a jég, újra győzelmet ünnepelhetett a csapat lelkes szurkolótáborával együtt.
Az eredmény alakulása: 4. perc: 3–0. 7': 3–3, 15': 7–5, 22': 11–8, 34': 14–12, 45': 19–15, 54': 23–17
Nagyon örülök a győzelemnek, nagyon hiányzott már ez nekünk. Leginkább a remek kapusteljesítményünknek köszönhetjük a két pontot.
A debreceniek kapusa volt a vereségünk kulcsa. Illetve az, hogy rengeteg helyzetet kihagytunk. Ilyen helyzetkihasználással nem lehet pontot szerezni Debrecenben.
| 24. forduló 2017. május 20., szombat 18:00 | FTC-Rail Cargo Hungaria | 33 – 20     | DVSC–TVP                                                                         | Elek Gyula Aréna, Budapest Nézőszám: 400 Játékvezetők: Felhő Ferenc és Öcsi Tamás |
| 24. forduló 2017. május 20., szombat 18:00 | Szöllősi-Zácsik 6, Lukács 5, Snelder 4, Faluvégi 3, Jovanovics 3, Kovacsis 3 (2), Szarka 2, Schatzl 2 (1), Pena 2, Hornyák 2, Mód 1 | (18 – 13)   | Jezsikava 9 (1), Punyko 3, Csáki 2, Pénzes 2 (2), Siska 2, Kelemen 1, Kenyeres 1 | Elek Gyula Aréna, Budapest Nézőszám: 400 Játékvezetők: Felhő Ferenc és Öcsi Tamás |
| 24. forduló 2017. május 20., szombat 18:00 | 4× 3× | Jegyzőkönyv | 2× 3×                                                                            | Elek Gyula Aréna, Budapest Nézőszám: 400 Játékvezetők: Felhő Ferenc és Öcsi Tamás |
| 24. forduló 2017. május 20., szombat 18:00 | Büntetőpárbaj: |             |                                                                                  | Elek Gyula Aréna, Budapest Nézőszám: 400 Játékvezetők: Felhő Ferenc és Öcsi Tamás |
| 24. forduló 2017. május 20., szombat 18:00 | 3/3 ill. 7/3 |             |                                                                                  | Elek Gyula Aréna, Budapest Nézőszám: 400 Játékvezetők: Felhő Ferenc és Öcsi Tamás |

- DVSC: Horváth-Pásztor – Csáki 2, Punyko 3, Sirián, SISKA 2, JEZSIKAVA 9 (1), Kelemen 1. Csere: Lajtos, Szabó D. (kapusok), Pénzes 2 (2), Varsányi, Tóth M., Kenyeres 1, Bordás

Sérülés miatt hiányzott a debrecenieknél Marija Garbuz, Jelena Deszpotovics, Tóvizi Petra és Marincsák Nikolett. A gondok ellenére remekül kezdte a mérkőzést a DVSC-TVP, s az első perc végén Karina Jezsikava két találatával vezetést is szereztek. Aztán elkapta a fonalat a zöld-fehér csapat, de szünetig dicséretesen tartotta magát a vendégcsapat. Karina igazi vezérnek bizonyult, de a többiekre sem lehetett panasz. Sorra léptek pályára a fiatalok, s nem vallottak szégyent, sőt Kenyeres Barbara megszerezte első gólját a felnőtt első osztályban. A második játékrészben már érződött a fáradtság a Lokinál, egyre nagyobb fölénybe került a jól játszó Fradi. Ezzel együtt tisztességgel helyt állt a DVSC-TVP Európa egyik élcsapatának otthonában.
Az eredmény alakulása: 2. perc: 0–2, 6': 5–2, 11': 6–6, 16': 11–6, 23': 12–11, 41': 25–15, 50': 29–18
Tudtuk, hogy a Debrecen négy hiányzóval érkezik, és ehhez képest nagyon korrekten harcolt az első félidőben. A kispadon levő többlet kidomborította a két csapat közötti különbséget, és el is döntötte a meccset, teljesen elfáradt a Debrecen a második félidő közepére, de ez ebben a helyzetben teljesen természetes. Nagyon sok sikert kívánok nekik, és kívánom, hogy jól sikerüljön a következő évük. Sosem csináltam belőle titkot, hogy kedvelem a debreceni kézilabdát, Gratulálok a csapatomnak, a kötelezőket teljesítettük, a Bajnokok Ligájában a nyolcba jutottunk, a bajnokságban a BL-indulásra jogosító helyre értünk, és a Magyar Kupa-győzelem a hab a tortán, de úgy gondolom, hogy sikerest évet zárhatunk a jövő héten.
Először is szeretnék gratulálni a Fradinak. Mindig öröm számunkra, amikor a Ferencváros ellen játszhatunk, hiszen a világ egyik legjobb csapata, világklasszis játékosokkal, akiktől nagyon sokat tanulhatunk. Ma veszítettünk, de nagyon nehéz dolgunk volt, mert négy játékosunk sem állt rendelkezésre, közülük ketten a kezdő hetesünkből estek ki, ugyanakkor jó lehetőség volt ez azoknak a játékosainknak, akik eddig kevesebb szerepet kaptak. Technikailag jól oldottuk meg a szituációk nagy részét, de sajnos nem tudtunk mit kezdeni a gyors indításokkal. Elégedett vagyok a lányaimmal, de a Ferencváros jobb csapat nálunk, és ezt meg is mutatta ma.
| 25. forduló 2017. május 24., szerda 18:00 | Dunaújvárosi Kohász KA | 29 – 26     | DVSC–TVP | Városi sportcsarnok, Dunaújváros Nézőszám: 600 Játékvezetők: Andorka Miklós és Hucker Róbert |
| 25. forduló 2017. május 24., szerda 18:00 | (14 – 14)              |             |          | Városi sportcsarnok, Dunaújváros Nézőszám: 600 Játékvezetők: Andorka Miklós és Hucker Róbert |
| 25. forduló 2017. május 24., szerda 18:00 | 3× 3×                  | Jegyzőkönyv | 4× 3× 1× | Városi sportcsarnok, Dunaújváros Nézőszám: 600 Játékvezetők: Andorka Miklós és Hucker Róbert |
| 25. forduló 2017. május 24., szerda 18:00 | Büntetőpárbaj:         |             |          | Városi sportcsarnok, Dunaújváros Nézőszám: 600 Játékvezetők: Andorka Miklós és Hucker Róbert |
| 25. forduló 2017. május 24., szerda 18:00 | 3/2 ill. 4/4           |             |          | Városi sportcsarnok, Dunaújváros Nézőszám: 600 Játékvezetők: Andorka Miklós és Hucker Róbert |

- DVSC: Horváth-Pásztor – Varsányi, Punyko 4, Siska 2, Sirián 1, JEZSIKAVA 3, KELEMEN 5. Csere: LAJTOS (kapus), Deszpotovics 2, CSÁKI 5 (4), TÓVIZI 4, Pénzes, Tóth M., Kenyeres

A találkozó elején ellépett a Kohász, ám Tone Tiselj rendezte a sorokat, így felzárkózott, majd utolérte ellenfelét a debreceni csapat. Bátran, jól kézilabdázott a DVSC-TVP, még emberhátrányban is tartotta a lépést a hazaiakkal. A második félidő elején Jelena Deszpotovics megkapta harmadik kétperces kiállítást, s így már nem térhetett vissza. A montenegrói légiós kiválása egy kicsit megzavarta a csapatot, elhúzott a DKKA, de a remeklő Kelemen Éva vezérletével ismét utolérte ellenfelét a Loki. A kiélezett hajrában az újvárosiaknak volt több szerencséje, így megszerezték a két pontot, de ezért a vereségért debrecenieknek sincs okuk a szégyenkezésre!
Az eredmény alakulása: 6. perc: 4–1, 12': 8–4, 22': 10–10, 30': 13–14, 42': 22–19, 54': 26–25
A harcosságról, a küzdeni tudásról szólt a mai meccs, talán öt percünk volt, amikor igazán jól működött a támadójátékunk. Maximális az örömünk, gratulálok a lányoknak.
Nehéz helyzetben vagyunk, több, mint két hétig nem volt bajnokink, most pedig egy hét alatt három meccset kellett lejátszanunk. Ezek közül talán a mostani volt a legnehezebb, hiszen a Dunaújváros remek csapat. A hajráig jól játszottunk, döntetlen körül alakult az eredmény, akkor azonban kijött, hogy a Dunaújvárosnak jelenleg erősebb a kerete és megérdemelten nyert.
| 26. (utolsó) forduló 2017. május 27., szombat 18:00 | DVSC–TVP       | 26 – 24     | MTK Budapest | Hódos Imre sportcsarnok, Debrecen Nézőszám: 800 Játékvezetők: Kékes Csaba és Kékes Pál |
| 26. (utolsó) forduló 2017. május 27., szombat 18:00 | (13 – 11)      |             |              | Hódos Imre sportcsarnok, Debrecen Nézőszám: 800 Játékvezetők: Kékes Csaba és Kékes Pál |
| 26. (utolsó) forduló 2017. május 27., szombat 18:00 | 3× 3×          | Jegyzőkönyv | 4× 2×        | Hódos Imre sportcsarnok, Debrecen Nézőszám: 800 Játékvezetők: Kékes Csaba és Kékes Pál |
| 26. (utolsó) forduló 2017. május 27., szombat 18:00 | Büntetőpárbaj: |             |              | Hódos Imre sportcsarnok, Debrecen Nézőszám: 800 Játékvezetők: Kékes Csaba és Kékes Pál |
| 26. (utolsó) forduló 2017. május 27., szombat 18:00 | 2/1 ill. 2/2   |             |              | Hódos Imre sportcsarnok, Debrecen Nézőszám: 800 Játékvezetők: Kékes Csaba és Kékes Pál |

- DVSC: HORVÁTH-PÁSZTOR – VARSÁNYI 4, Sirián 3, Punyko3, DESZPOTOVICS 2, Jezsikava 3 (1), KELEMEN 8. Csere: Csáki, Siska 2, Tóvizi 1, Tóth M.

Fordulatos meccset játszottak a csapatok. Elhúzott a Debrecen, aztán feljött az MTK. Majd újra elléptek a piros-fehérek, újra felzárkózott a roppant motivált vendégcsapat. Horváth-Pásztor Bettina jól védett, szünetben 13–11-re vezettek a hazaiak. A folytatásban elhúzott a DVSC, de visszajött a meccsbe az MTK. A szoros hajrából ezúttal a hazaiak jöttek ki jobban, s megérdemelten szerezték meg a két pontot, amely a bajnokság hetedik helyét jelentette számukre. A befejezés után kapták meg díjaikat a 2016/17-es szezon legjobbjai. A közönségdíjas Horváth-Pásztor Bettina lett, az év legjobbja pedig Karina Jezsikava. Majd a búcsú pillanatai következtek, a szezon végén távozó játékosokat, Siska Pálmát, Marincsák Nikolettet, Marija Garbuzt, Jelena Deszpotovicsot és Tóth Melindát köszöntötte a klub vezetése és a szurkolók.
Az eredmény alakulása: 5. perc: 4–1, 11': 4–4, 16': 8–4, 24': 10–8, 35': 17–11, 46': 22–18, 49': 22–20, 58': 24–24
Büszke vagyok a csapatomra és örülök, hogy győzelemmel zártuk ezt a nehéz szezont. Nagyon szerettünk volna nyerni, hiszen ennek a keretnek ez volt az utolsó mérkőzése. Sikerült. Köszönöm a játékosoknak, a szurkolóknak és az stábnak az egész éves munkát.
Nemzetközi szintű játékvezetés mellett sikerült hatvan percig izgalmassá tenni a mérkőzést.

## Magyar kupa
Győzelem
      Döntetlen
      Vereség

### 3. forduló
| 3. forduló 2016. november 13., vasárnap 17:00 | Békéscsabai Előre NKSE | 27 – 27 | DVSC–TVP | Városi Sportcsarnok, Békéscsaba Nézőszám: 700 |
| 3. forduló 2016. november 13., vasárnap 17:00 | (14 – 10)              |         |          | Városi Sportcsarnok, Békéscsaba Nézőszám: 700 |
| 3. forduló 2016. november 13., vasárnap 17:00 | 3×                     |         | 3×       | Városi Sportcsarnok, Békéscsaba Nézőszám: 700 |
| 3. forduló 2016. november 13., vasárnap 17:00 | Büntetőpárbaj:         |         |          | Városi Sportcsarnok, Békéscsaba Nézőszám: 700 |
| 3. forduló 2016. november 13., vasárnap 17:00 | 6/5, ill. 2/0          |         |          | Városi Sportcsarnok, Békéscsaba Nézőszám: 700 |

DVSC-TVP: LAJTOS 1 — Varsányi 3, SIRIÁN 3, Deszpotovics, JEZSIKAVA 7, Garbuz 2, Kelemen 1. Csere: Horváth-Pásztor (kapus), PUNYKO 4, B. KLIKOVAC 2, Marincsák, SISKA 4, Csáki 1
Dicséretet érdemelnek a lányok, bár, ha a kritikus pillanatokban jobb döntéseket hozunk, meglehetett volna a továbbjutás. Egy kitűnően felkészített csapat ellen játszottunk döntetlent, amely lökést adhat a folytatásra.
Triffa Ágnes teljesítménye erőt és önbizalmat adott a hazaiaknak, de mi is remekül harcoltunk.
Továbbjutott a DVSC-TVP (döntetlen esetén a Magyar Kupában a vendégcsapat jut tovább).

### 4. forduló
| 4. forduló 2017. január 5., csütörtök 18:00 | DVSC–TVP       | 27 – 18     | MTK Budapest KC | Hódos Imre sportcsarnok, Debrecen Nézőszám: 800 Játékvezetők: Felhő Ferenc és Öcsi Tamás |
| 4. forduló 2017. január 5., csütörtök 18:00 | (11 – 6)       |             |                 | Hódos Imre sportcsarnok, Debrecen Nézőszám: 800 Játékvezetők: Felhő Ferenc és Öcsi Tamás |
| 4. forduló 2017. január 5., csütörtök 18:00 | 6×             | Jegyzőkönyv | 4×              | Hódos Imre sportcsarnok, Debrecen Nézőszám: 800 Játékvezetők: Felhő Ferenc és Öcsi Tamás |
| 4. forduló 2017. január 5., csütörtök 18:00 | Büntetőpárbaj: |             |                 | Hódos Imre sportcsarnok, Debrecen Nézőszám: 800 Játékvezetők: Felhő Ferenc és Öcsi Tamás |
| 4. forduló 2017. január 5., csütörtök 18:00 | 0/0 ill. 1/1   |             |                 | Hódos Imre sportcsarnok, Debrecen Nézőszám: 800 Játékvezetők: Felhő Ferenc és Öcsi Tamás |

DVSC-TVP: HORVÁTH-PÁSZTOR — Varsányi 3, PUNYKO 5, DESZPOTOVICS, Garbuz 2, JEZSIKAVA 5, Kelemen 4. Csere: Molnár N. (kapus), TÓVIZI 4, Csáki 1, Siska 1, Tóth M. 2, Pénzes, Borgyos
A védekezésünk jobb volt, mint általában. Az MTK próbálta forgatni a csapatát, s mi is készültünk a szombati bajnokira. Elégedett vagyok a lányok harcosságával.
Gratulálok a Debrecennek a továbbjutáshoz. A védekezésünk megfelelő volt, ám a sok eladott labda nem fér bele egy ilyen csapat ellen. A második félidőben már a fiatalok is lehetőséget kaptak, s számukra szokatlan a debreceni csarnok hangulata.
Az eredmény alakulása: 10. p.: 4–1, 16. p.: 4–4, 23. p.: 9–4, 39. p.: 13–10, 53. p.: 23–13

### Negyeddöntő (5. forduló)
| Negyeddöntő 2017. február 15., szerda 18:00 | DVSC–TVP       | 22 – 21     | Érd NK | Hódos Imre sportcsarnok, Debrecen Nézőszám: 1 200 Játékvezetők: Andorka Miklós és Hucker Róbert |
| Negyeddöntő 2017. február 15., szerda 18:00 | (10 – 10)      |             |        | Hódos Imre sportcsarnok, Debrecen Nézőszám: 1 200 Játékvezetők: Andorka Miklós és Hucker Róbert |
| Negyeddöntő 2017. február 15., szerda 18:00 | 1×             | Jegyzőkönyv | 4×     | Hódos Imre sportcsarnok, Debrecen Nézőszám: 1 200 Játékvezetők: Andorka Miklós és Hucker Róbert |
| Negyeddöntő 2017. február 15., szerda 18:00 | Büntetőpárbaj: |             |        | Hódos Imre sportcsarnok, Debrecen Nézőszám: 1 200 Játékvezetők: Andorka Miklós és Hucker Róbert |
| Negyeddöntő 2017. február 15., szerda 18:00 | 5/5 ill. 3/3   |             |        | Hódos Imre sportcsarnok, Debrecen Nézőszám: 1 200 Játékvezetők: Andorka Miklós és Hucker Róbert |

DVSC-TVP: HORVÁTH-PÁSZTOR — Varsányi 1, Garbuz 2, DESZPOTOVICS 2, Sirián 2, JEZSIKAVA 5, Kelemen 3. Csere: PÉNZES, CSÁKI 5 (5), Marincsák 1, Siska, Tóth M. 1, Tóvizi
A sérülése után visszatérő Karina Jezsikava vezérletével 4–1-re elhúzott a Loki. Az emberelőnyök kihasználásával ismét problémáik adódtak a hazaiaknak, ezzel együtt csak egyenlíteni tudtak a vendégek. A második félidőben 17–14-re megléptek az érdiek. Alig két perc alatt egyenlített a DVSC-TVP s ez a tény talpra ugrasztotta a csarnok higgadtabb felét is. Az utolsó tíz perc maga volt a tömény izgalom. Felváltva vezettek a csapatok, így érkeztünk meg a hajrához. 21–20-ra vezettek az érdiek, amikor Csáki Viki lőhetett büntetőt, s a kiélezett helyzetben pimaszul megejtette Szvetlana Gridnyevát. Belül az utolsó percen, 21–21-nél újra Csáki Vikin volt a világ szeme. Ezúttal „csak” belőtte a hetest, a debreceniek pedig kivédekezték az Érd utolsó támadását. Ezzel pedig a Magyar Kupa négyes döntőjébe jutott a DVSC-TVP.
Nehezen jutottunk el idáig a kupában, ráadásul fáradtan álltunk neki az összecsapásnak. A szurkolóinknak nem okozhatunk csalódást, végig kell küzdenünk minden mérkőzést. Ez ma sikerült is, örülök a győzelemnek.
Gratulálok a debrecenieknek, és sok sikert kívánok nekik a Final Four-ban. Itt be is fejeztem!.
Az eredmény alakulása:  5': 4–1, 12': 5–4, 17': 7–7, 24': 9–7, 36': 12–13, 43': 14–17, 48': 19–18, 54': 20–21

### Négyes döntő (Final Four)
| Elődöntő 2017. április 1., szombat 14:10 | Győri Audi ETO KC | 34 – 14     | DVSC–TVP | Messzi István Sportcsarnok, Kecskemét Nézőszám: 1 600 Játékvezetők: Felhő Ferenc és Öcsi Tamás |
| Elődöntő 2017. április 1., szombat 14:10 |                   |             |          | Messzi István Sportcsarnok, Kecskemét Nézőszám: 1 600 Játékvezetők: Felhő Ferenc és Öcsi Tamás |
| Elődöntő 2017. április 1., szombat 14:10 | 2× 2×             | Jegyzőkönyv | 4× 3×    | Messzi István Sportcsarnok, Kecskemét Nézőszám: 1 600 Játékvezetők: Felhő Ferenc és Öcsi Tamás |
| Elődöntő 2017. április 1., szombat 14:10 | Büntetőpárbaj:    |             |          | Messzi István Sportcsarnok, Kecskemét Nézőszám: 1 600 Játékvezetők: Felhő Ferenc és Öcsi Tamás |
| Elődöntő 2017. április 1., szombat 14:10 | 4/3 ill. 1/1      |             |          | Messzi István Sportcsarnok, Kecskemét Nézőszám: 1 600 Játékvezetők: Felhő Ferenc és Öcsi Tamás |

- DVSC: Horváth-Pásztor – Varsányi 2, Sirián 1, Deszpotovics, Garbuz 1, Jezsikava 2, Kelemen 2. Csere: Lajtos (kapus), Punyko 3, Pénzes 1 (1), Marincsák 1, Tóvizi, Tóth M., Csáki, Siska 1, Szabó P.

Rosszul kezdte a Debrecen a Magyar Kupa elődöntőt, nem találtak a rést a kőkemény győri falon, a negyedik ETO találat után lőtték első góljukat. A félidő derekára egy kicsit stabilizálta helyzetét a Loki, a 16. percben 10–6-nál már nem nézett ki olyan rosszul az eredményjelző a Debrecen szemszögéből. Csakhogy a félidő hátralevő részében mindössze két gólt szereztek a piros-fehérek, míg a zöld-fehérek tízet, így szünetre nagyon nagy lett a különbség. A folytatásban jó tíz percig nem nyílt tovább az olló, ám 24–12 után újra beragadtak a hajdúságiak. A vége 20 gól különbség lett, magabiztosan jutott a kupadöntőbe az ETO.
Az eredmény alakulása: 6. perc: 4–0, 10': 6–3, 16': 10–6, 25': 17–7, 40': 24–12, 54': 31–13
| Bronz mérkőzés 2017. április 2., vasárnap 13:45 | DVSC–TVP       | 30 – 24     | Dunaújvárosi Kohász KA | Messzi István Sportcsarnok, Kecskemét Nézőszám: 1 500 Játékvezetők: Tomecskó-Hunyadi Tamás és Unyatinszki Tamás |
| Bronz mérkőzés 2017. április 2., vasárnap 13:45 | (14 – 11)      |             |                        | Messzi István Sportcsarnok, Kecskemét Nézőszám: 1 500 Játékvezetők: Tomecskó-Hunyadi Tamás és Unyatinszki Tamás |
| Bronz mérkőzés 2017. április 2., vasárnap 13:45 | 7× 3× 1×       | Jegyzőkönyv | 4× 3×                  | Messzi István Sportcsarnok, Kecskemét Nézőszám: 1 500 Játékvezetők: Tomecskó-Hunyadi Tamás és Unyatinszki Tamás |
| Bronz mérkőzés 2017. április 2., vasárnap 13:45 | Büntetőpárbaj: |             |                        | Messzi István Sportcsarnok, Kecskemét Nézőszám: 1 500 Játékvezetők: Tomecskó-Hunyadi Tamás és Unyatinszki Tamás |
| Bronz mérkőzés 2017. április 2., vasárnap 13:45 | 3/3 ill. 8/7   |             |                        | Messzi István Sportcsarnok, Kecskemét Nézőszám: 1 500 Játékvezetők: Tomecskó-Hunyadi Tamás és Unyatinszki Tamás |

- DVSC: Horváth-Pásztor — Varsányi 2, PUNYKO 7, Garbuz 1, Sirián 2, JEZSIKAVA 5, Kelemen 2. Csere: LAJTOS (kapus), DESZPOTOVICS 6, Csáki 5 (3), Pénzes, Tóth M., Marincsák.

A találkozó elején az újvárosiak diktálták a tempót, de ezt követően átvették a kezdeményezést a debreceniek és a kiegyenlített első játékrész utolsó percei számukra alakultak kedvezőbben, a szünetre az addigi legnagyobb előnnyel vonulhattak (14–11). A fordulást követően folyamatosan nőtt az olló a felek között (17–12), és bár az újvárosiak igyekeztek kozmetikázni (19–16), negyedórával a vége előtt visszaállt a közte öt, sőt, Garbuz kínai figurából szerzett találatával már 22–16-ra vezetett a Debrecen. Az újvárosiak még kettős emberelőnyben is kaptak gólt, de a nagy visszakapaszkodási kísérlet hamar elhalt, az utolsó percek pedig a debreceni ünneplésről szóltak. Mivel a döntőben szereplő Győr és Ferencváros valószínűleg BL-indulást érő helyen végez a bajnokságban, ez a 3. hely EHF-kupát érhet a Lokinak.
Az eredmény alakulása: 4. perc: 1–3, 7': 4–4, 16': 8–8, 19': 11–9, 27': 11–11, 39': 19–13, 46': 24–17, 55': 28–22
A szombati húszgólos vereség után azt mondtam a lányoknak, hogy remekül játszottak, csak a Győr a világ legjobb csapata, ezzel nem lehetett mit kezdeni. De megnéztük azt a találkozót, végigvettük a pozitívumokat, és úgy jöttünk ki a bronzmeccsre hogy meg tudjuk nyerni.
Nagyon kapkodtunk támadásban, főleg negyedóra után, amikor a Debrecen átvette a vezetést. Senki sem nyújtott kiemelkedőt a csapatban, és a kapusok is elmaradtak attól a teljesítménytől, amellyel a bajnokságban sikerült meccseket nyernünk.

## EHF-kupa
Győzelem
      Döntetlen
      Vereség

### 1. mérkőzés
| 2016. október 15. | Nantes Loire Atlantique HB                                                                                      | 24 – 23     | DVSC–TVP                                                                                               | Nantes, Salle Sportive de la Trocardiere Nézőszám: 4 100 Játékvezetők: Eskil Braseth és Leif Andre Sundet (norvégok) |
| 2016. október 15. | Holta 11, Coatanea 3, Escribano Sanchez-Mateos 2, Schop 2, Stoiljkovic 2, Ahanda 1, Clavel 1, Ekoh 1, Mandret 1 | (12 – 14)   | Sirián 4, Jezsikava 4, Siska 4, Punyko 3, Varsányi 2, Garbuz 2, Kelemen 2, Deszpotovics 1, Marincsák 1 | Nantes, Salle Sportive de la Trocardiere Nézőszám: 4 100 Játékvezetők: Eskil Braseth és Leif Andre Sundet (norvégok) |
| 2016. október 15. | 3× 2× | Jegyzőkönyv | 6× 2×                                                                                                  | Nantes, Salle Sportive de la Trocardiere Nézőszám: 4 100 Játékvezetők: Eskil Braseth és Leif Andre Sundet (norvégok) |
| 2016. október 15. | Büntetőpárbaj:                                                                                                  |             | | Nantes, Salle Sportive de la Trocardiere Nézőszám: 4 100 Játékvezetők: Eskil Braseth és Leif Andre Sundet (norvégok) |
| 2016. október 15. | 4/4 ill 4/4 |             | | Nantes, Salle Sportive de la Trocardiere Nézőszám: 4 100 Játékvezetők: Eskil Braseth és Leif Andre Sundet (norvégok) |

DVSC-TVP: Horváth-Pásztor — Varsányi 2, Punyko 3, Garbuz 2, Sirián 4, Jezsikava 4, Kelemen 2 — Csere: Lajtos (kapus), Deszpotovics 1, Marincsák 1, Csáki, Siska 4, Tóth M., Tóvizi — Edző: Tone Tiselj 
A francia bajnokság 11 csapatos mezőnyében négy forduló után a nyolcadik helen szereplő nantesiek ellen jól kezdett a Loki, első három támadását góllal zárta, s a félidő derekán már hatgólos előnye is volt (5–11). A folytatásban felzárkóztak a franciák, de így is DVSC-előnnyel zárult a félidő. A második játékrészben nehezen találta a ritmust a DVSC, kiegyenlítettebbé vált a játék, s hol az egyik, hol a másik csapat ment egy góllal. Öt perccel a vége előtt Siska negyedik sikeres büntetőjével ismét a Loki állt jobban (22–21). Lajtos remek védései vezették fel a végjátékot, 23–23-nál kezdődött az utolsó perc. Mindkét csapat előtt nyílott még lehetőség a gólszerzésre, ám végül egy időntúli büntetővel a hazaiaknak sikerült ez: a norvég légiós Holta negyedik hetesét is értékesítette (összességében 11 gólt jegyzett), így a francia csapat minimális győzelmével zárult a találkozó.
Az eredmény alakulása4. p.: 1–3, 11. p.: 6–4, 17. p.: 6–7, 22. p.: 7–10, 29. p.: 12–12, 35. p.: 16–15, 44. p.: 20–18, 52. p.: 20–21

### Visszavágó
| 2016. október 22., szombat 21:00 | DVSC–TVP       | 26 – 26     | Nantes Loire Atlantique HB | Debrecen, Hódos Imre sportcsarnok Játékvezetők: Maike Merz és Tanja Schilha (németek) |
| 2016. október 22., szombat 21:00 | (12 – 13)      |             |                            | Debrecen, Hódos Imre sportcsarnok Játékvezetők: Maike Merz és Tanja Schilha (németek) |
| 2016. október 22., szombat 21:00 | 2×             | Jegyzőkönyv | 3×                         | Debrecen, Hódos Imre sportcsarnok Játékvezetők: Maike Merz és Tanja Schilha (németek) |
| 2016. október 22., szombat 21:00 | Büntetőpárbaj: |             |                            | Debrecen, Hódos Imre sportcsarnok Játékvezetők: Maike Merz és Tanja Schilha (németek) |
| 2016. október 22., szombat 21:00 | 7/7, ill. 2/1  |             |                            | Debrecen, Hódos Imre sportcsarnok Játékvezetők: Maike Merz és Tanja Schilha (németek) |

DVSC-TVP: LAJTOS — Varsányi 1, Punyko 3, GARBUZ 4, SIRIÁN 4, JEZSIKAVA 6, Kelemen — Csere: Deszpotovics, CSÁKI 7 (7), Marincsák 1, Tóth M., Siska — Edző: Tone Tiselj 
A debreceni B–középnek köszönhetően fantasztikus hangulatban kezdődött a visszavágó, s bár a Loki játéka messze volt a tökéletestől, rendre náluk volt az előny. Aztán 6–5 után jött egy rövidzárlat, fordított a Nantes (6–9), s ezt a hátrányt szinte a meccs végéig görgette maga előtt a csapat. Sokszor sikerült utolérni a franciákat, és a 43. percben a vezetést is átvette a hazai csapat (19–18), de ekkor – csakúgy, mint a találkozó többi kulcspillanatában – a franciák voltak fejben erősebbek. Így hiába küzdött remekül a DVSC-TVP, a hajrában már nem volt esélye, Debrecenben is nyert, s megérdemelten jutott tovább a Nantes.
Az eredmény alakulása6. p.: 3–3, 13. p.: 6–5, 16. p.: 6–9, 22. p.: 9–12, 37. p.: 15–15, 43. p.: 19-18, 52. p.: 24–24
Mentálisan nem voltunk olyan jól felkészülve, mint a Nantes. Egy álom tört ma össze, de a bajnokságban haladnunk kell tovább, itt próbáljuk megélni az álmunk innentől.
Nagyon nehéz mérkőzésen vagyunk túl, melyre keményen készültünk. Reméljük a következő mérkőzés még jobban sikerül majd.
Szeretnénk elnézést kérni szurkolóinktól. Egy álom szertefoszlott, sajnos nem tudtuk végrehajtani, amit elterveztünk.
Továbbjutott: a Nantes kettős győzelemmel (52–49)

## Felkészülési mérkőzések
Győzelem
      Döntetlen
      Vereség

### Nyár
| 2016. augusztus 12., szombat 9:30 V. Kohász Kupa | DVSC–TVP | – | TuS Metzingen | Dunaújvárosi Sportcsarnok, Dunaújváros |
| 2016. augusztus 12., szombat 9:30 V. Kohász Kupa | (–)      |   |               | Dunaújvárosi Sportcsarnok, Dunaújváros |
| 2016. augusztus 12., szombat 9:30 V. Kohász Kupa |          |   |               | Dunaújvárosi Sportcsarnok, Dunaújváros |

| 2016. augusztus 12., szombat 17:30 V. Kohász Kupa | DVSC–TVP | – | Podravka RK | Dunaújvárosi Sportcsarnok, Dunaújváros |
| 2016. augusztus 12., szombat 17:30 V. Kohász Kupa | (–)      |   |             | Dunaújvárosi Sportcsarnok, Dunaújváros |
| 2016. augusztus 12., szombat 17:30 V. Kohász Kupa |          |   |             | Dunaújvárosi Sportcsarnok, Dunaújváros |

| 2016. augusztus 13., szombat 12:00 V. Kohász Kupa | DVSC–TVP    | 24 – 20 | Viborg HK | Dunaújvárosi Sportcsarnok, Dunaújváros |
| 2016. augusztus 13., szombat 12:00 V. Kohász Kupa | (9 – 10)    |         |           | Dunaújvárosi Sportcsarnok, Dunaújváros |
| 2016. augusztus 13., szombat 12:00 V. Kohász Kupa | Jegyzőkönyv |         |           | Dunaújvárosi Sportcsarnok, Dunaújváros |

DVSC: Lajtos – Varsányi 3, Sirián 4, Punko 2, Deszpotovics, Garbuz 4, Kelemen 1. Csere: Horváth-Pásztor (kapus), Marincsák 3 (1), Jezsikava 3, Tóth M. 4, Siska
| 2016. augusztus 19., péntek | DVSC–TVP       | 34 – 19     | Elios Kispest NKK | Hódos Imre sportcsarnok, Debrecen Nézőszám: 400 Játékvezetők: Bíró Á. és Konyári I. |
| 2016. augusztus 19., péntek | (18 – 12)      |             |                   | Hódos Imre sportcsarnok, Debrecen Nézőszám: 400 Játékvezetők: Bíró Á. és Konyári I. |
| 2016. augusztus 19., péntek | 6×             | Jegyzőkönyv | 8×                | Hódos Imre sportcsarnok, Debrecen Nézőszám: 400 Játékvezetők: Bíró Á. és Konyári I. |
| 2016. augusztus 19., péntek | Büntetőpárbaj: |             |                   | Hódos Imre sportcsarnok, Debrecen Nézőszám: 400 Játékvezetők: Bíró Á. és Konyári I. |
| 2016. augusztus 19., péntek | 5/5, ill. 4/1  |             |                   | Hódos Imre sportcsarnok, Debrecen Nézőszám: 400 Játékvezetők: Bíró Á. és Konyári I. |

DVSC: Horváth-Pásztor — Varsányi 9, Punko 4, Siska 3 (2), Deszpotovics 1, Marincsák 3 (3), Kelemen 2. Csere: Lajtos, Szabó D. (kapusok), Sirián 1, Szabó P. 2, Tóth M. 1, Garbuz 2, Jezsikava 4, Tóvizi 2, Pénzes
| 2016. augusztus 26., péntek | FTC-Rail Cargo Hungaria | 25 – 22 | DVSC–TVP | Mátraháza |
| 2016. augusztus 26., péntek | (11 – 16)               |         |          | Mátraháza |
| 2016. augusztus 26., péntek | Jegyzőkönyv             |         |          | Mátraháza |

DVSC: Horváth-Pásztor — Varsányi 2, Punko 4, Garbuz 2, Sirián, Jezsikava 8, Kelemen 3. Csere: Lajtos (kapus), Csáki 1, Siska 2, Marincsák, Tóth M., B. Klikovac, Deszpotovics
| 2016. szeptember 2., péntek 18:30 II. TVP Kupa | DVSC–TVP    | 25 – 23 | Kisvárdai KC | Hódos Imre sportcsarnok, Debrecen Nézőszám: 400 Játékvezetők: Medve és Tarnavölgyi |
| 2016. szeptember 2., péntek 18:30 II. TVP Kupa | (12 – 6)    |         |              | Hódos Imre sportcsarnok, Debrecen Nézőszám: 400 Játékvezetők: Medve és Tarnavölgyi |
| 2016. szeptember 2., péntek 18:30 II. TVP Kupa | Jegyzőkönyv |         |              | Hódos Imre sportcsarnok, Debrecen Nézőszám: 400 Játékvezetők: Medve és Tarnavölgyi |

DVSC: Horváth-Pásztor — Varsányi 6, Punko 4, Garbuz 4, Sirián 1, Jezsikava 3, Kelemen 2. Csere: Lajtos (kapus), Marincsák 1 (1), Deszpotovics, B. Klikovac 2, Tóth M. 2
Jól védekeztek a debreceni lányok az első félidőben, és bár a támadásban akadtak gondok, magabiztosan vezetett a DVSC-TVP. A folytatásban alaposan feljavult a Kisvárda, és 22–22-nél egyenlített is. A hajrá a Lokinak sikerült jobban, így győzelemmel kezdték a vendéglátók a II. TVP Kupát.
| 2016. szeptember 3., szombat 11:45 II. TVP Kupa | DVSC–TVP    | 33 – 20 | Elios Kispest NKK | Hódos Imre sportcsarnok, Debrecen Nézőszám: 200 Játékvezetők: Katona és Konyári |
| 2016. szeptember 3., szombat 11:45 II. TVP Kupa | (16 – 8)    |         |                   | Hódos Imre sportcsarnok, Debrecen Nézőszám: 200 Játékvezetők: Katona és Konyári |
| 2016. szeptember 3., szombat 11:45 II. TVP Kupa | Jegyzőkönyv |         |                   | Hódos Imre sportcsarnok, Debrecen Nézőszám: 200 Játékvezetők: Katona és Konyári |

DVSC: Horváth-Pásztor — Csáki 5, Punko, Marincsák 4, B. Klikovac, Siska 4, Tóth M. 1. Csere: Lajtos (kapus), Deszpotovics 1, Sirián 1, Kelemen 2, Jezsikava 7 (2), Varsányi 7
Bobana Klikovac nem érezte jól magát néhány perc után lejött a pályáról. A debreceniek védekezése többnyire jól működött, és ebben nagy szerepe volt Jelena Deszpotovicsnak. A kapusokra sem lehetett panasz, támadásban pedig főként a jobbszélsők jeleskedtek, Csáki Viki öt, Varsányi Nóra hét gólt szerzett, és a második félidőben Karina Jezsikava is elkapta a fonalat. A végjátékra rányomta a bélyegét a kispesti kapus, Bozsó Leila súlyos sérülése.
| 2016. szeptember 3., szombat 18:30 II. TVP Kupa | DVSC–TVP    | 26 – 21 | MTK Budapest | Hódos Imre sportcsarnok, Debrecen Nézőszám: 600 |
| 2016. szeptember 3., szombat 18:30 II. TVP Kupa | (10 – 11)   |         |              | Hódos Imre sportcsarnok, Debrecen Nézőszám: 600 |
| 2016. szeptember 3., szombat 18:30 II. TVP Kupa | Jegyzőkönyv |         |              | Hódos Imre sportcsarnok, Debrecen Nézőszám: 600 |

DVSC: Lajtos — Varsányi 3, Punko 4, Garbuz 5, Sirián 2, Jezsikava 5 (2), Kelemen 4. Csere: Horváth-Pásztor (kapus), Deszpotovics, Marincsák 2 (2), Csáki, Siska, Tóth M.
Nagyon felszívta magát az MTK az aranymeccsre, és jól is játszottak a kék-fehérek. A házigazdák nem boldogultak a fővárosiak kemény védekezésével, sokat hibáztak, így rendre az MTK-nál volt az előny. A második játékrészben már öt góllal is vezettek a vendégek. Aztán a mérkőzés végre feljavultak a vendéglátók és a hajrában már minden sikerült nekik, így végül sikerült megszerezni a debrecenieknek a két pontot, amely tornagyőzelmet ért.

### Tél
| 2016. december 21., szerda 18:30 | DVSC–TVP | ' | Békéscsabai Előre NKSE | Hódos Imre sportcsarnok, Debrecen |
| 2016. december 21., szerda 18:30 |          |   |                        | Hódos Imre sportcsarnok, Debrecen |
| 2016. december 21., szerda 18:30 |          |   |                        | Hódos Imre sportcsarnok, Debrecen |